# مملكة بيت المقدس
مملكة بيت المقدس أو مملكة القدس اللاتينية (بالفرنسية:  Royaume de Jérusalem؛ رويوم دو جيروساليم)‏ (باللاتينية:  Regnum Hierosolymitanum؛  رينيومي هيروساليميتانم) هي مملكة كاثوليكية أنشأت في بلاد الشام عام 1099 بعد الحملة الصليبية الأولى، وشكلّت أكبر ممالك الصليبيين في الشرق وقاعدة عملياتهم، واستمرت في الوجود زهاء قرنين من الزمن، حتى تمّ فتح جميع أراضيها في عثليث وعكا من قبل المماليك عام 1291.
مع بدايتها، كانت المملكة مجموعة من البلدات والقرى التي تم الاستيلاء عليها خلال الحملة الصليبية الأولى، ثم توسع حجمها وبلغت ذروة نموها في منتصف القرن الثاني عشر؛ حدود المملكة شملت ما يقرب في العصر الحديث جميع أراضي فلسطين التاريخية، إضافة إلى لبنان وأجزاء من الأردن وسوريا وسيناء، فضلاً عن محاولات لتوسيع المملكة نحو مصر التي كانت حينذاك تحت قيادة الخلافة الفاطمية؛ كانت المملكة في حالة تحالف مع الممالك الصليبية الأخرى في المشرق أي إمارة الرها وإمارة أنطاكية وإمارة طرابلس وذلك بحكم الأمر الواقع.
سُكنَت المملكة، وتأثرت عاداتها ومؤسساتها، بالوافدين من أوروبا الغربية، وكان هناك على الدوام اتصالات وثيقة، من الناحية العائلية والسياسية مع الغرب طوال عُمر المملكة؛ غير أنها وكمملكة صغيرة نسبيًا غالبًا ما افتقرت إلى الدعم المالي والعسكري المتواصل من أوروبا، وسعت المملكة في رأب ذلك لإقامة علاقات مع الممالك الشرقية المسيحية كالإمبراطورية البيزنطية وأرمينيا. وإلى جانب العادات والمؤسسات الغربيّة فقد تأثرت المملكة اجتماعيًا بالعادات والتقاليد الشرقية؛ سكان المملكة إلى جانب الوافدين الفرنجة كانوا بشكل أساسي من المسلمين والأرثوذكس الشرقيين واليهود، وعمومًا شكلت هذه العناصر طبقة سفلى مهمشة في الإدارة والحقوق العامة.
تحالفت المملكة خلال بدايتها مع سلاجقة الشام، ومع القرن الثاني عشر برز نور الدين زنكي ثم صلاح الدين الأيوبي وأنشأ مملكة مترامية الأطراف تشمل بلاد الشام ومصر والحجاز مطبقين بذلك على المملكة من جميع حدودها، ومن ثم فقدت المملكة عاصمتها القدس ومدنًا أخرى عام 1187 خلال الفتوح التي قادها صلاح الدين الأيوبي ضدها.
واستطاعت الحملة الصليبية الثالثة تحقيق القليل من الانتصارات من خلال استعادة الساحل الفلسطيني، لتصبح عكا بدلاً من القدس عاصمةً للمملكة. عانت المملكة من عدة مشاكل في وراثة العرش، وخلال تاريخها آل الحكم لأكثر من عائلة واحدة ولم تنحصر فقط في عائلة جودفري أول ملوكها، ولعلّ الخلاف الذي نشأ في أعقاب خسارة القدس هو أكبر السجالات حول طرق انتقال العرش. شهدت المملكة في طورها الثاني تعزيزًا للعلاقات مع سائر الممالك الصليبية في طرابلس وأنطاكية وكذلك أرمينيا والبندقية وجنوة، واطلعت المملكة بدور سياسي هام في المشرق خلال اقتتال ورثة صلاح الدين حول اقتسام أراضي وأملاك والدهم، فضلاً عن تحالف مع المغول أواخر أيامها؛ غير أنّ ذلك لم يمنع في نهاية المطاف سلاطين المماليك الظاهر بيبرس والأشرف خليل من استعادة جميع المعاقل الصليبية الباقية تحت سلطتها، وإزالة المملكة نهائيًا عام 1291.

## التاريخ

### الحملة الصليبية الأولى وتأسيس المملكة
في عام 1095 انعقد مجمع كليرمونت بناءً على دعوة البابا أوربان الثاني وذلك بهدف مساعدة الإمبراطورية البيزنطية في صد هجمات السلاجقة، الذين فتحوا قسطًا وافرًا من مدن الإمبراطورية في الأناضول، كذلك كان من بين الأهداف أسباب مختلفة دينية وسياسية واقتصاديّة أيضًا؛ وقد أجمع المؤتمرون على أهمية «تحرير الأراضي المقدسة». انطلاق الحملة الصليبية الأولى تمّ عام 1098 واستطاعت هزيمة السلاجقة والسيطرة على الرها ثم أنطاكية وتابعت طريقها محاذية الساحل الشامي نحو الجنوب حتى وصلت القدس من الرملة في 7 يونيو 1099 وضربت حصارًا حول المدينة من جميع نواحيها؛ ووصلت تعزيزات قادمة من جنوة للمحاصرين عبر يافا في 15 يونيو 1099؛ وبعد أكثر من شهر على الحصار تمكّن المحاصرون من اقتحام المدينة في 15 يوليو 1099، قبيل وصول جيش الخلافة الفاطمية من مصر بهدف تخفيف الضغط عن المدينة؛ وقد جرت عمليات قتل جماعي وسلب ونهب ذهب ضحيته سبعون ألفًا من سكان المدينة كما نقل مؤرخو العصور السالفة، وقال البعض عشرين ألفًا، ومن المؤرخين الذين ذكروا تلك الحوادث وليم الصوري، المؤرخ الصليبي، الذي قال أن مجزرة رهيبة وقعت لدى اقتحام الصليبيين للمدينة.
في 17 يوليو عقد الأمراء وقادة الحملة اجتماعًا لانتخاب ملك القدس وتوزيع الأراضي القريبة المسيطر عليها كالرملة واللد وبيت لحم؛ وشهد الاجتماع خلافات عديدة حول شخصية الحاكم المفترض، ويمكن القول أن أبرز المرشحين كان جودفري بن بويون الفرنسي ودوق اللورين السفلى وقائد الجيش، وريمون الرابع صديق البابا أوربان الثاني وأحد أبرز قادة الحملة، وتانكرد ابن شقيق بوهيموند الذي غدا أمير طرابلس فيما بعد؛ الخلاف حُلّ في 22 يوليو بانتخاب جودفري الأول ملكًا، وقد أظهر تقى وورعًا، إذ لقب نفسه «حامي بيت المقدس» ورفض أن يرتدي تاجًا في بلد لبس فيه يسوع تاجًا من شوك، وفق الإنجيل. وفي اليوم نفسه اختير أرنلوف مالكورن بطريركًا للقدس، ثم عُزل في فبراير 1100 بحجة عدم شرعية انتخابه وانتخب ديمبارت مبعوث البابا بطريركًا، وأقيل كهنة كنيسة القيامة وعيّن بدلاً منهم كهنة كاثوليك.
لم يكتف الصليبيون بما حازوا عليه، فقاموا بتوسيع حدود المملكة، ومع أواخر يوليو 1099 فتحت نابلس، ثم وصل جيش الفاطميين في 12 أغسطس فالتقى وجيش المملكة الوليدة في عسقلان، وأحرز الصليبيون نصرًا هامًا ضمن لهم السيطرة على عسقلان وغزة ثم يافا وحيفا وعكا وبيسان وطبرية؛ والجدير بالذكر أن خلافًا قد وقع حول طبيعة عسقلان المستقبلية بين الملك جودفري وبين الكونت ريموند، فبينما أصرّ الملك على كون عسقلان تابعة للقدس لتشكل ميناءها الأول ومنفذها مع أوروبا أراد ريموند الاستقلال بها، حتى أنه سحب فرسانه ومقاتليه بعد إصرار الملك على إبقائها تابعة للقدس.
دار خلاف آخر بين أمراء المملكة حول طبيعة الدولة بين كونها دولة دينية يحكمها أسقفها ديبامرت مبعوث البابا، أو دولة مدنية يحكمها جودفري، واتفق أخيرًا على كونها دولة مدنية وذلك بمباركة ديبامبرت مبعوث البابا إلى المملكة، رغم أن طموحه هذا عاد للظهور بعد وفاة جودفري. عام 1100 توفي جودفري بنتيجة المرض، وخلفه شقيقه بالدوين الأول المتحدر من بولونيا وقد انتخب في 11 نوفمبر وتمّ التتويج في بيت لحم يوم 25 ديسمبر 1100 وهو يوم عيد الميلاد، بعد تنافس مع تانكرد والأسقف ديامبرت حول وراثة العرش، وقد تم إرضاء تانكرد بمنحه إمارة أنطاكية بعد أسر أميرها في حلب. أما بالدوين فكان أول من خلع عليه لقب «ملك المملكة اللاتينية في القدس»، ما شكل ترسيخًا لهوية الدولة الجديدة، وقد قسمت الدولة إلى أربع مطرانيات وأبرشيات عديدة تحت سلطة بطريرك القدس.

### طور التوسع
خلال عهد بالدوين الأول، توسعت المملكة من الناحية الجغرافية والديموغرافية على حد سواء، مع استقدام مزيد من المستوطنين اللاتينيين من أوروبا الغربية خصوصًا إثر حملة الأطفال الصليبية عام 1101 والتي جلبت معها تعزيزات للملكة؛ سيطر بالدوين الأول على غور الأردن عام 1115 وكان قد استطاع عام 1104 فتح عكا ثم بيروت عام 1110 وصيدا عام 1111 مع مساعدة من ملك النرويج سيجورد الأول بشكل خاص والمدن الدول الإيطالية بشكل عام. ويمكن اعتبار عهد بالدوين الأول عهد التأسيس الفعلي للمملكة، فهي بحكم رمزيتها شكلت الرابط بين مختلف الدول الصليبية، التي كان آخر ما تأسس منها كونتية طرابلس عام 1109 بعد سقوط المدينة التي استعصت على الحملة الأولى قرابة عقد من الزمن.

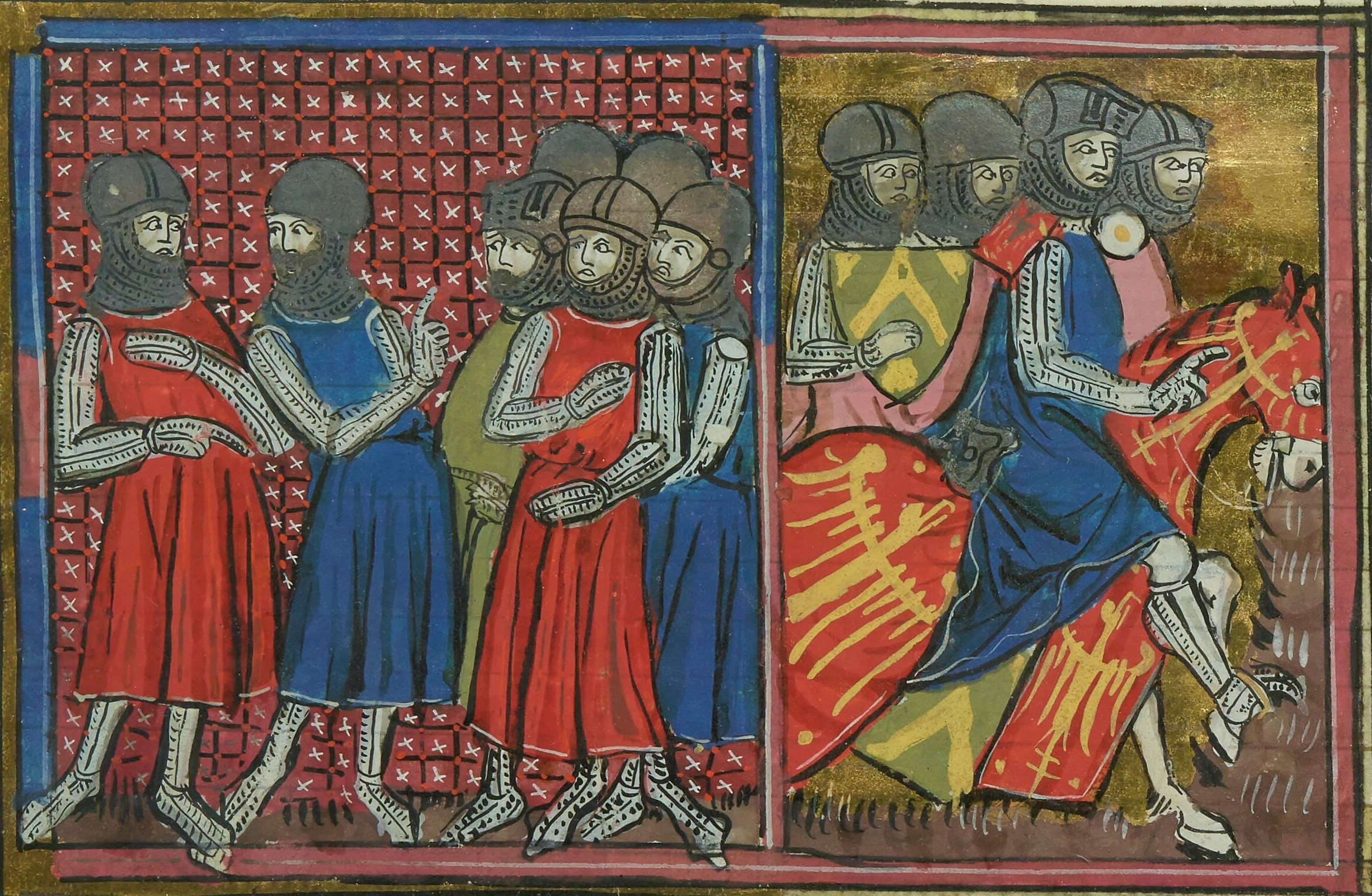
ملك القدس بلدوين الأول محاطًا بفرسانه: يعتبر بعض المؤرخين بلدوين الأول المؤسس الفعلي للمملكة.

في عام 1102 تم عزل ديمبارت عن بطريركية القدس بموافقة مبعوث البابا المخصص لتحقيق بسلوكه وشرعية انتخابه وبذلك تخلّص بالدوين من أشد منافسيه الداخليين، وكان في عام 1101 قد وقّع معاهدة صلح مع سلاجقة دمشق ظلت سارية المفعول مع حكام دمشق حتى عام 1187 ضمنت أيضًا تنظيمًا للمناطق الحدودية وللعلاقات التجارية وانتقال السكّان، وبذلك انتهت حالة الحرب من ناحية الشمال.
أسس بالدوين نظامًا إقطاعيًا قويًا وحكمًا ملكيًا وراثيًا محصورًا في سلالته، وذلك يعود «لذكائه واجتهاده» كما يقول المؤرخ توماس مادن الذي اعتبره «المؤسس الحقيقي لمملكة بيت المقدس»؛ ومن ناحية المعارك مع المسلمين سواءً السلاجقة أم الفاطميين فقد حقق بالدوين سلسلة انتصارات تمت في الجزء الجنوبي الغربي من فلسطين، كما هزم سلاجقة دمشق والموصل في معركة قرب طبرية عام 1113. العمل البارز الآخر لبالدوين كان جمع بارونات المملكة ونبلائها في مجلس موحد، والحث على توافقهم في توزيع القرى والبلدات، وبناء سلسلة من الحصون التي قوّت مناعة الحدود في وجه جيرانها، غير أن نقاط الضعف الأساسية تمثلت ببعد مراكز التجمعات السكانية عن بعضها البعض، ما يسهّل انقسام المملكة وانعزالها في حال الحرب، كما أن بعدها عن أوروبا أو الإمبراطورية البيزنطية ووجود حدود مترامية الطول مع الدول الإسلامية في بلاد الشام ومصر، كان أبرز العوامل التي سرّعت سقوط عاصمتها القدس عام 1187، بل إن اختيار القدس كعاصمة للملكة جاء لأسباب دينية فقط، إذ كما يقول يوشع بروار كان من الأنسب اتخاذ رام الله أو طرابلس أو بيروت عاصمة لكونها أكبر حجمًا وثروة، عمومًا فإن الخلفية الكتابية لعبت دورًا حاسمًا، فخلال تتويج بالدوين الأول مُسح بالزيت المبارك استذكارًا للملك داوود.
في عام 1115 أصدر الملك مرسومًا ينظّم سكنى المدينة فحظر على المسلمين واليهود الإقامة داخل الأسوار، وسُمح للأرثوذكس الإقامة في الحي الشمالي الشرقي، حيث كان يقيم اليهود سابقًا؛ واتخذ بالدوين الأول زوجة أرمنية اسمها تقليديًا آردا لكسب الدعم السياسي من الأرمن في الرها، الزيجة السياسيّة كانت فاشلة لكون إمارة الرها بعيدة عن مملكة القدس، وبعدها تزوّج أديلاد من فاستو، الوصيّة على صقلية عام 1113، ويمكن القول أنه زواج سياسي أيضًا نظرًا لحاجة المملكة المتواصلة للدعم من جزيرة صقلية البحريّة والغنية، غير أن هذا الزواج انتهى بالطلاق عام 1117.
مات بالدوين الأول دون ورثة عام 1118 خلال حملة ضد مصر، وعُرض عرش المملكة لشقيقه يوستاتس الثالث من بولونيا، الذي كان قد رافق بالدوين وجودفري في الحملة الصليبية الأولى، لكنّ يوستاس لم يبد اهتمامًا بالجلوس على عرش المملكة، وأحيل التاج إلى بالدوين الثاني ابن عمّ الملك السابق، الذي شغل منصب كونت الرها. كان بالدوين الثاني ملكًا قويًا، صدّ بنجاح غزوات الفاطميين والسلاجقة، وخلال عهده نشأت طلائع المنظمات العسكرية الصليبية في المشرق ولعلّ أبرزها فرسان الهيكل والإسبتارية، وقد تم إقرار مجموعة من القوانين الناظمة لصلاحية الملك ومجلس البارونات وطريقة وراثة العرش في مؤتمر نابلس الذي انعقد عام 1120، وتمت التصديق خلال عهده على أول معاهدة تجارية مع البندقية عام 1124 وهو ما أدّى إلى فتح صور في العام نفسه؛ وبالإضافة إلى كونه ملكًا على القدس كان لبالدوين الثاني نفوذًا في الرها وأنطاكية حيث قام بدور الوصي على الإمارتين مع شغور عرشيهما.
في عام 1131 توفي بالدوين الثاني وله أربع بنات: أليس وهوديرنا وآيفوتا التي اعتنقت الحياة الديرية والبكر ميليسندا، التي كانت وليّة عهده وخلفته في الحكم مع زوجها فولك.

### طور الاستقرار: الحملة الصليبية الثانية

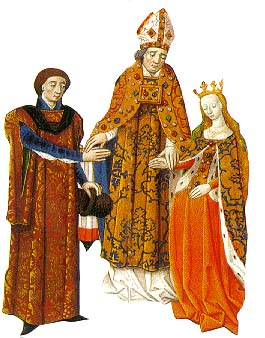
أسقف يبارك زواج فولك وميليسندا ملك وملكة القدس (1131 - 1143).

كان فولك من مخضرمي الفرسان ذوي الخبرة، وصل إلى المملكة مع مجموعة الحجاج إلى القدس عام 1120، وينحدر في نسبه من الأسرة المالكة في إنكلترا؛ رتب له الزواج من الكونتيسة ماتليدا ليشارك في حكم القدس مستقبلاً، الأمر الذي أثار الاعتراض في أنطاكية وطرابلس والرها، وهو ما أدى عام 1132 إلى ما يشبه الحرب الأهلية المصغرة انتهت بانتصار فولك في معركة طرابلس، ما ضمن تثبيت حكمه. في عام 1134 ثار هيو الثاني بارون يافا ضد حكم فولك متحالفًا مع عسقلان التي عادت إلى حكم الفاطميين ومكثت في يدهم حتى عام 1153، وقد جرت محاكمة لهيو الثاني بتهمة الخيانة، ومن ثم توسط بطريرك القدس لتسوية الصراع، لكن هيو اغتيل بعد فترة وجيزة وقيل أن أوساط القصر قامت بتنفيذ عملية الاغتيال؛ سمح الجدل الذي أثير حول اغتيال هيو الثاني، للملكة ميليسندا وأنصارها داخل القصر وفي مجلس البارونات بلعب دور أوسع في إدارة المملكة وسياستها تمامًا كما كان والدها ينوي، على عكس ما كان الوضع في بداية عهدهما المشترك، حيث تفرّد فولك بالإدارة، ونقل المؤرخون من أمثال وليم الصوري أن فولك قد أعجب بآراء زوجته وطرق إدارتها للأمور، ولم يتخذ مذاك أي تدابير من دون معرفتها ومساعدتها.
مثل الأتابكة الزنكيون في الموصل أكبر التحديات التي واجهت فولك وأكثرها خطورة، إذ توسعوا غربًا نحو حلب، وطمحوا تحت قيادة عماد الدين زنكي للسيطرة على دمشق، ما كان يشكل خطرًا كبيرًا على حياة مملكة القدس ونفوذها. وفي عام 1139 أبرمت دمشق والقدس اتفاقًا يقضي بتعاونهما المشترك في صد أي عدوان قد ينجم من توسع الزنكيين، وسعى فولك خلال تلك الفترة لبناء قلاع عديدة في المملكة، منه قلاع بنيت في الكرك والرملة. توفي فولك خلال رحلة صيد عام 1143، وعيّنت ميليسندا ابنها بالدوين الثالث ملكًا تحت وصايتها، كما عينت منسى الهيراجي قائدًا للجيش؛ أما الصدمة التي هزّت المملكة سوى وفاة الملك وتحوّل العرش إلى ملك قاصر تمثلت بفتح عماد الدين زنكي للرها وسقوط إمارتها الصليبية عام 1144، وقد فشلت محاولات استعادة الرها رغم اغتيال عماد الدين عام 1146، ولم تبذل مملكة القدس جهودًا ضخمة لاستعادة الرها بسبب البعد الجغرافي. أما في أوروبا فقد كان سقوط الرها سببًا لحشد الحملة الصليبية الثانية.
ورث نور الدين إمارة حلب عن أبيه عماد الدين، وفي العام نفسه تمرّد حاكم حوران على حاكم دمشق معين الدين أنر، واستنجد الحاكم المتمرد توتنتاش بمملكة بيت المقدس، فتحركت جيوشها نحو حوران؛ ردًا على ذلك تحالف معين الدين مع نور الدين وزوَّجه ابنته عصمة الدين خاتون رغم المنافسة المستفحلة بينهما، وبنتيجة التحالف فشل جيش توتنتاش وكذلك جيش مملكة بيت المقدس في الحفاظ على استقلال حوران التي أخضعت مجددًا لحكم دمشق، أما نور الدين فأُقِطع حماة مكافأة له على دعمه معين الدين. بعد عامين وصلت جيوش الحملة الصليبية الثانية إلى فلسطين واجتمعت مع جيش المملكة في عكا خلال شهر يونيو 1148 وكان قوامها سبعون ألف فارس عدا الفلاحين والفقراء الذين التحقوا بالحملة؛ وتوافق قادة الحملة لويس السابع ملك فرنسا، وكونراد الثالث ملك ألمانيا مع ملكة القدس ميليسندا ومجلس البارونات على مهاجمة دمشق بدلاً من الرها، وربما يعود السبب في ذلك لكون أي تهديد حقيقي للقدس سيأتي من دمشق لا من الرها أو حلب، لذلك فمن الأجدى ضمّها إلى الأملاك الصليبية وتأسيس واجهة أمامية لحماية القدس.
حاصرت جيوش الحملة دمشق بدءًا من 19 يوليو 1148، وعندما أخذ الحصار يؤتي مفعوله وبدا أن المدينة على وشك الانهيار، عرض معين الدين على قادة الحملة تسليم مملكة بيت المقدس بانياس الشام لقاء فكّ الحملة، ومال عدد من القادة إلى قبول العرض حفاظًا على علاقات التحالف مع معين الدين الذي كان قد طلب مساعدة الزنكيين ثم عاد وتخوّف من سيطرتهم على المدينة وهدد بتسليمه دمشق للصليبيين في حال تابع جيشهم تقدمه، وكان آنذاك على مشارف حمص فتوقف الزنكيون عن المسير. إثر الانقسامات اضطر الصليبيون لتغيير خطة الحصار وانتقلوا إلى جزء آخر من السور، ثم اضطروا إلى التراجع عن الأسوار خلال ثلاثة أيام، اتهم بعض القادة بالخيانة والرشوة ووجه الملك كونراد تهمًا مشابهة للملك ومجلس البارونات؛ وأيًا كان سبب فشل الحصار فإن الجيوش الصليبية عادت إلى القدس في إثره، ما شكّل فشلاً للحملة برمتها، ومن ثم غادرت الجيوش الفرنسية والألمانية المشرق، أما دمشق، ففتحها نور الدين زنكي موحدًا بذلك سوريا تحت قيادته بعد سنوات قليلة من فشل الحملة الثانية. وقد اتجه اهتمام سياسيي بيت المقدس إذاك نحو مصر الضعيفة تحت قيادة الدولة الفاطمية بدلاً من بلاد الشام التي باتت موحدة وقويّة.

### الحرب الأهلية

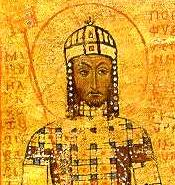
الإمبراطور البيزنطي عمانوئيل الأول الذي لعب أقام تحالفًا مع المملكة ولعب دورًا بارزًا في سياسة الشرق منتصف القرن الثاني عشر.

كان لفشل الحملة الصليبية الثانية عواقب وخيمة على مملكة القدس ولأمد طويل، كما ترددت أوروبا في إرسال جيوش وبعثات واسعة النطاق إلى المملكة واقتصر الأمر على جيوش صغيرة من المقاتلين لحماية مواكب الحج، أمام ذلك كانت سوريا الموحدة بقيادة نور الدين زنكي تحقق انتصارات متلاحقة منها الانتصار على إمارة أنطاكية في معركة عنّأب عام 1149 وضم دمشق عام 1154، مع ترسيخ للقيم الروحية الإسلامية وأبرزها الجهاد في سبيل توحيد الدول الإسلامية المتنازعة.
في القدس وقع الصراع بين الملكة وابنها بالدوين الثالث، حيث تمسكت الملكة بكونها الوصية على عرش ابنها طالما كان قاصرًا وأيدها في ذلك قائد الجيش منسى الهيراجي، وكذلك آل إيبلين وآلمريك ابنها المقيم في يافا، أما بالدوين فتمسك باستقلاله مدعومًا من طرابلس وأنطاكية، وتقوّى موقفه بعد زواج أمّه من الكونت هيلفس صاحب الرملة. في عام 1153 توّج بالدوين نفسه كحاكم وحيد على المملكة، وتم التوصل إلى تسوية يحكم بموجبها بالدوين عكا وصور والأراضي التي تقع شمال المملكة، وتحتفظ ميسيليندا بالجنوب بما فيه القدس؛ ثم عزل بالدوين منسى الهيراجي وعيّن بدلاً عنه همفري الثاني، ما شكل إعادة للصراع بعد أن مال الوضع نحو الهدوء. وبتلاحق الأحداث قاد بالدوين جيشًا غزى الأراضي التابعة لحكم والدته، ثم حاصر مقر إقامتها في برج داود داخل القدس، ما اضطر الملكة إلى الاستسلام، ودُعي إلى اجتماع لرجال المملكة في نابلس أفضى إلى تتويج بالدوين الثالث ملكًا وحيدًا للمملكة مع بقاء والدته كمستشارته ووصية عرشه في حال وفاته، كما أنها احتفظت بنفوذ داخل القصر، لا سيّما فيما يخص الشأن الكنسي.

### التحالف مع البيزنطيين والحملة على مصر
مع فتح عسقلان عام 1153 غدت حدود المملكة الجنوبية آمنة، ولم يعد هناك ما يثير الخوف من مصر التي كانت تحت حكم سلسلة من الخلفاء الضعفاء وفعليًا تحت حكم الوزراء المتنازعين على السلطة. حاول بالدوين الثالث أن يتعامل مع الإمبراطور مانويل الأول كومينا بشكل إيجابي وسعى لإقامة تحالف معه لمواجهة القوة المتزايدة للزنكيين في بلاد الشام، وكانت بداية هذا التحالف عن طريق الزواج بابنة الإمبراطور ثيودورا كومينا، كما تزوج الإمبراطور مانويل من ابنة عم بالدوين الثالث ماريا، ويقول وليم الصوري أن الهدف من هذا التحالف «تغيير فقرنا إلى وفرة». شهدت العلاقة بين نور الدين ومملكة بيت المقدس، تفاوتًا كبيرًا في ظل التنافس على تمدد الرقعة الجغرافية لكلاهما، إلى جانب الحروب، أبرمت عدة هدن غالبًا ما كانت قصيرة بين الطرفين، أولها كان عام 1155 ولمدة عام وفي العام التالي، تجددت الهدنة فتم إرسال قطيعة للصليبيين قدرها ثمانية آلاف من الدنانير الصورية، وانتهت المعاهدة بخرقها من قبل بالدوين الثالث عند مهاجمته مراعي بانياس، كذلك فقد عقدت معاهدة بين الطرفين لمدة عامين في 1160، وعلى أثر الزلازل التي اجتاحت بلاد الشام عام 1170 اتجه نور الدين إلى عقد هدنة مع الملك آمالريك ويضاف إلى ذلك أنه تم عقد هدنة قصيرة مدتها ثلاثة أشهر عام 1173.
توفي بالدوين الثالث عام 1162، وآل الحكم إلى أمالريك الأول شقيقه الذي سار على سياسته في طلب التحالف مع القسطنطينية؛ وساهمت حالة الفوضى في مصر التي اندلعت عام 1163 ثم رفض القاهرة دفع الجزية السنوية المقررة إلى القدس، واستدعاء وزرائها لجند نور الدين للمساعدة في معاركهم الداخلية، في غزو أمالريك لمصر، غير أن الجيش حقق تقدمًا حتى بلبيس ثم توقف بعدها بسبب فيضان نهر النيل، ولم يستطع مواصلة التقدم.

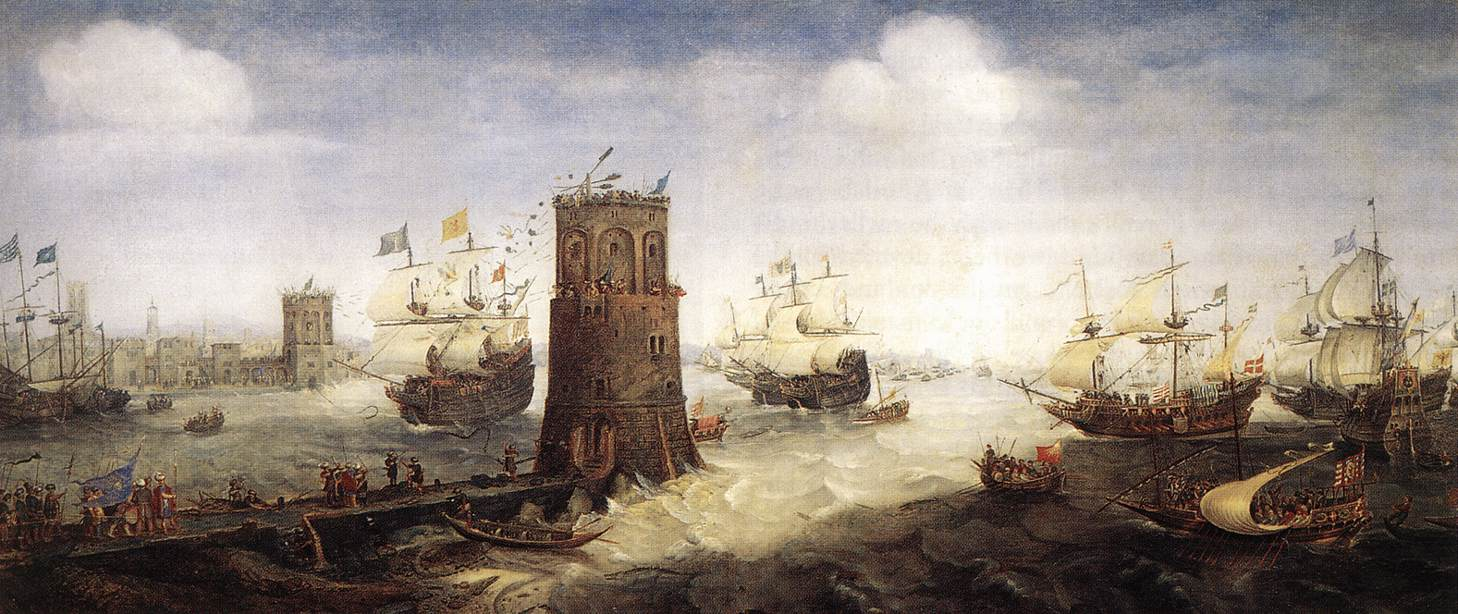
أسطول بيزنطة وأسطول المملكة يحاصر دمياط.

طلب وزير الخليفة العاضد شاور مساعدة نور الدين بعد أن خُلع شاور من وزارة مصر، فاستجاب نور الدين له مرسلاً جيشًا بقيادة أسد الدين شيركوه. بعد تحقيق شاور لأهدافه بالعودة إلى الوزارة، عاد وانقلب على الجيش الشامي متحالفًا مع الصليبيين خوفًا من أن يقوم أسد الدين بخلعه وتسليم مقاليد الحكم في مصر لنور الدين. وقد جرت مفاوضات بين دمشق والقدس تمّ الاتفاق بموجبها على انسحاب كلا الجيشين من مصر مع استحالة الحسم، خصوصًا إثر انتصار نور الدين على جيشي إمارة أنطاكية وطرابلس في معركة حارم، ووقوع بوهيموند الثالث أمير طرابلس في الأسر، حتى خيف على أنطاكية من جيوش نور الدين، فأرسل الإمبراطور مانويل جيشًا بيزنطيًا كبيرًا إلى المنطقة اضطرت جيوش نور الدين للانسحاب على إثره، كما دفع الإمبراطور فدية لإطلاق سراح بوهيموند الثالث من الأسر. أثرت معركة حارم على مملكة بيت المقدس أيضًا، ففي 28 أكتوبر 1164 ضرب نور الدين ومعه أخاه نصير الدين الحصار حول بانياس الشام التي ملكها الإفرنج منذ 1149، واضطروا إثر الحصار إلى التنازل عنها، كما كان من نتائج الحملة ضرب الجزية على طبريا.

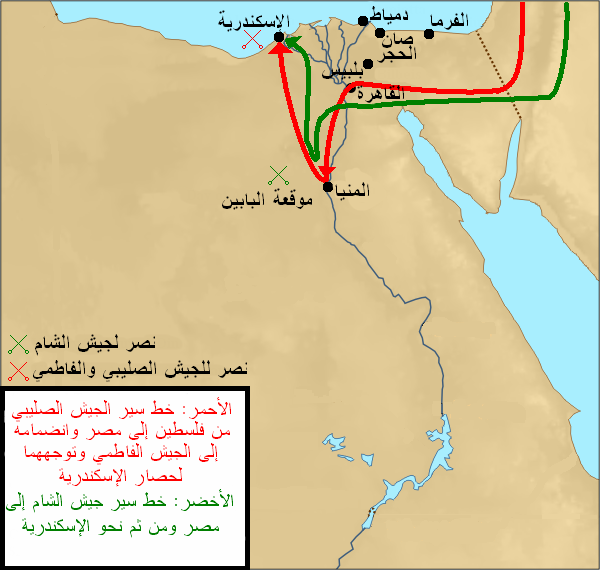
خط الحملة الشاميّة - الصليبيّة الثالثة على مصر.

تطورات الوضع في أنطاكية وبانياس الشام لم تثن عزم الزنكيين والصليبيين في صراعهم على مصر، فأرسل نور الدين جيشه مرة ثانية عام 1166 لأسباب طائفية، فتحالف شاور إثر ذاك مع مملكة بيت المقدس على الدولة الزنكية.
تحصن الجيش الزنكي في الإسكندرية وضرب المصريون والصليبيون الحصار حولها، واضطر أسد الدين مع استحالة الحسم للانسحاب من مصر، وكذلك فعل الجيش الصليبي مع بقاء حامية صليبية في القاهرة. في عام 1167 تزوج آمالريك من ماريا كومنا ابنة الإمبراطور مانويل، وأرسلت سفارة برئاسة وليم الصوري من صور إلى القسطنطينية للتفاوض حول حملة عسكرية مشتركة على مصر؛ في عام 1168 مع شيوع نبأ تحالف شاور مع الزنكيين مجددًا وخرقه المعاهدة مع مملكة بيت المقدس، وقبل التوصل لاتفاق مع البيزنطيين، دخل جيش المملكة إلى بلبيس وقام بنهبها، ثم اتجه بعدها نحو الفسطاط فأمر شاور بإحراقها كي لا يجد الصليبيون ما يسيطرون عليه. حريق الفسطاط دفع الخليفة العاضد لطلب النجدة الزنكية فدخل جيش نور الدين بقيادة أسد الدين شيركوه مصر للمرة الثالثة. في هذه المرة قتل شاور بعد فترة وجيزة بناءً على طلب العاضد وأحيل أمر وزارة مصر إلى شيركوه إلا أنه توفي بعد فترة وجيزة أيضًا، فخلع العاضد مهام الوزارة على ابن أخي شيركوه يوسف والمعروف باسم صلاح الدين الأيوبي. مع تسارع أحداث مصر، أرسل الإمبراطور مانويل متحالفًا مع جيش مملكة بيت المقدس أسطولاً كبيرًا من حوالي 300 سفينة، وحوصرت دمياط، ويضع المؤرخون التنازع بين الصليبيين والبيزنطيين كعامل أساسي في إخفاق حملتهما، وانسحب الأسطول البيزنطي بعد ثلاث أشهر مع قرب نفاذ مؤنه.
النتيجة الأكبر لفشل الهجوم، كانت ذيوع صيت صلاح الدين في مصر وترسيخ أقدامه فيها وزوال الخلافة الفاطمية وعودة مصر إلى الخلافة العباسية، وفي عام 1174 توفي الملك أمالريك وكذلك نور الدين زنكي، وفرض صلاح الدين نفسه كسلطان على مصر ثم سيطر على أملاك نور الدين في سوريا، ومع وفاة الإمبراطور مانويل عام 1180 خسرت مملكة بيت المقدس حليفها الأكبر في المشرق.

### عهد بالدوين الرابع، وأزمة الحكم

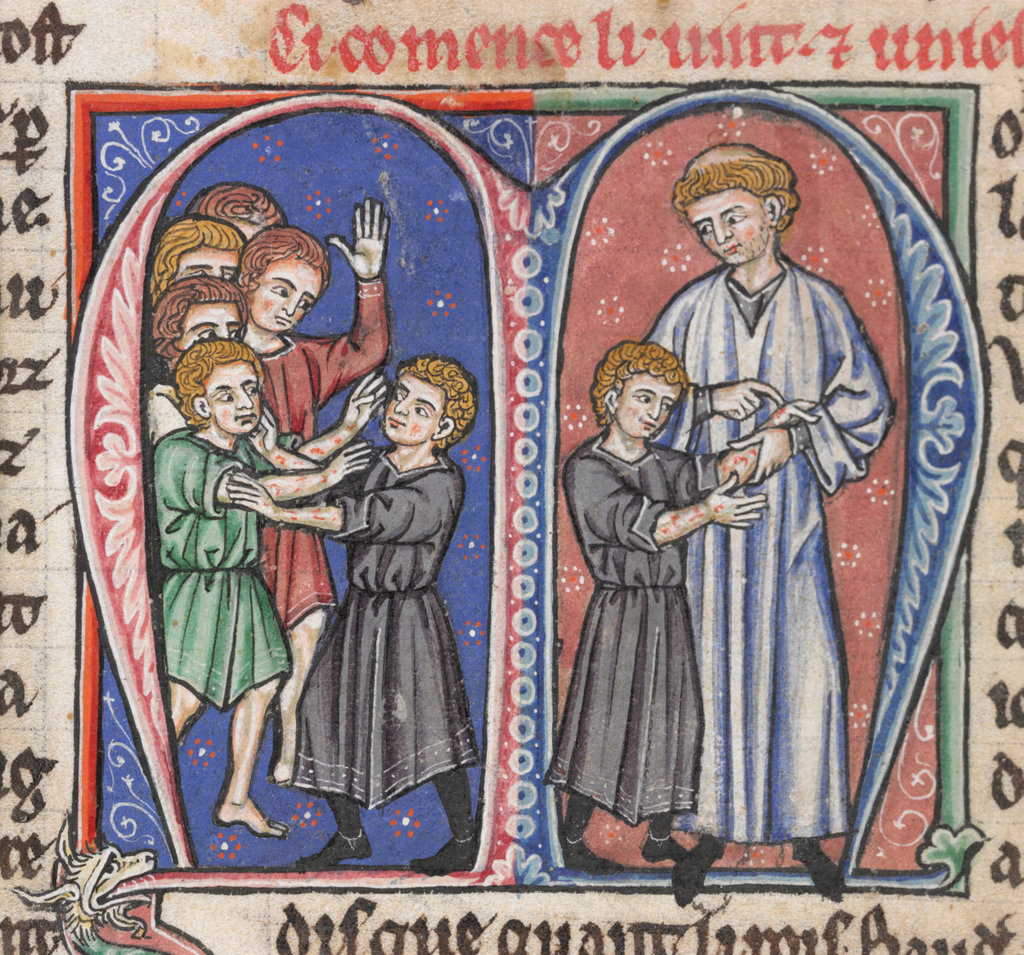
بالدوين الرابع يلعب مع الأطفال (يسار)، ووليم الصوري يكتشف إصابته بالجذام (يمين)، وهي مخطوطة ترقى للقرن الثالث عشر ومن محفوظات المكتبة البريطانية.

بعد وفاة أمالريك، آل الحكم إلى ابنه القاصر بالدوين الرابع الذي كان مصابًا بالجذام؛ وتحولت معه سياسة المملكة الداخلية والخارجية على حد سواء إلى صراع بين حزبين الأول ترعاه آغنس دي كورتنيه والدة الملك مع عائلتها التي استوطنت المملكة حديثًا وكانوا من أنصار الحرب مع صلاح الدين، و«حزب النبلاء» بقيادة ريموند أمير طرابلس ومعه عدد من بارونات المملكة، والذين كانوا يفضلون التعايش مع المسلمين ومهادنة صلاح الدين، هذا التفسير منسوب لرأي مؤرخ القرن الثاني عشر وليم الصوري، وأخذ من قبل أغلب المؤرخين اللاحقين، كستيفين رنيسمان وجورج مارشال وهانز ماير وغيرهم، إلى جانب اعتبار أسرة إيبلين من المحايدين، المؤرخ بيتر إدبري اعتبر أنّ الانقسام لم يكن بين البارونات بشكل أساسي بل داخل العائلة المالكة بذات نفسها، من ناحية أب الملك وأمه.
كان بلانسي بيالي عم الملك هو الوصي على عرشه، لكنه اغتيل بعد فترة وجيزة في أكتوبر 1174، وأصبح الكونت ريموند الثالث أمير طرابلس وابن عم أمالريك الأول الوصي، ومن المحتمل أن يكون ريموند وأنصاره مهندسي عملية الاغتيال، استمرّ ريموند الثالث في تسيير شؤون العرش حتى عام 1176 حين بلغ بلدوين الرابع سن الرشد، ورغم وجود آراء حول حاجته للوصي بسبب مرضه، إلا أن الرأي الذي غلب كان أن يحكم بنفسه دون وصي؛ هناك آراء أخرى ظهرت بوجوب خلع الملك لعدم أهليته، وبالتالي انتقال العرش إلى ريموند الثالث أقرب أنسبائه من ناحية الذكور، وبهدف الحد من طموح ريموند الثالث سعت آغنس دي كورتنيه إلى إطلاق سراح أخيها خال الملك جوسلين الثالث حاكم الرها سابقًا عام 1176 بعد فترة طويلة قضاها أسيرًا في حلب، وبإطلاق سراحه بات جوسلين يتقاسم منزلة أقرب أنسباء الملك، مع ريموند.
الصراع على خلافة الملك كان مستفحلاً في المملكة، إذ لم يكن لبلدوين الرابع أطفال، ومع كونه مصابًا بمرض جذام لم يكن متوقعًا أن يمكث في الحكم لفترة طويلة، أخيرًا تم التوصل لاتفاق يقضي بانتقال العرش من بعده لشقيقته من ناحية أبيه سبيلا المتزوجة من ويليام مونفيراتو ابن عم لويس السابع وفريدريك بربروسا، بحيث تؤمن المملكة دعم فرنسا وألمانيا في آن؛ غير أن مونفيراتو توفي في يونيو 1176 تاركًا زوجته حاملاً، وقد أنجبت سبيلا بلدوين الخامس عام 1177 وقد غدا بلدوين الخامس وليًا للعهد وفق ترتيب وراثة العرش في المملكة.
سعى بلدوين الرابع لزواج ثانٍ لشقيقته من أحد البارونات المقربين منه، غير أن أمه آغنس وقفت ضد الأسماء التي اقترحها؛ ترافق ذلك مع عودة الحروب مع صلاح الدين الأيوبي إثر خرق كونتية طرابلس للهدنة المبرمة بهجوم شنته على حماة؛ مع عودة الحرب بين الطرفين أثبت بلدوين الرابع أنه يصلح كقائد عسكري رغم مرضه إذ استطاع الانتصار على صلاح الدين في سبتمبر 1177؛ ثم قرر الملك حينها تزويج أخته من هيو الثالث القادم من فرنسا، غير أن الاضطرابات التي شهدتها فرنسا بين عامي 1179 و1180 حالت دون مجيء هيو الثالث في أعقاب وفاة لويس السابع، مقابل ذلك كان آل إيبلين ومعهم الحزب المعارض لسياسة آغنس دي كورتنيه يسعيان لعقد زواج سبيلا من باليان الإيبليني، لكن آغنس سارعت لعقد زواج ابنتها من غي دو لوزنيان القادم حديثًا من فرنسا وبذلك أزيح ثقل آل إيبلين وكذلك نفوذ بوهيموند الثالث، صاحب طرابلس.
الخلاف بين الحزبين تجدد عام 1180 مع الرغبة في انتخاب بطريرك جديد للقدس عام 1180، أبرز المرشحين كان وليم الصوري رئيس أساقفة صور والمقرّب من حزب ريموند الثالث وآل إيبلين، وهرقل المقرّب من آغنس دي كورتنيه والدة الملك، وكانت النتيجة اختيار الملك لهرقل، بتأثير والدته.
في نهاية 1181 شنّ رينو دي شاتيون غارة على أراض وإقطاعات تابعة لحكم صلاح الدين خارقًا بذلك الهدنة التي أعيد إبرامها، وسعى رينو فوق ذلك لاحتلال المدينة المنورة. تجدر الإشارة إلى أن رينو دي شاتيون والذي عرف لدى مؤرخي العرب باسم أرناط، كان قضى سنينًا طويلة في حلب أسيرًا، وعندما أطلق سراحه تزوّج من صاحبة الكرك ما أمّن له مقعدًا في مجلس البارونات، واشتهر بكونه على رأس المتحمسين لقتال صلاح الدين. ردًا على غارة أرناط، هاجم صلاح الدين المملكة عام 1182، واستطاع الملك بلدوين التغلب عليه، ثم حاول فتح بيروت لكنه فشل، وأخيرًا دمّر حصن مخاضة الأحزان الذي بني بأوامر بالدوين الرابع بحجة كونه في منطقة حدودية، وعمومًا فإن الحروب بين الطرفين خلال تلك الفترة لم تكن أكثر من مناوشات، ولم تكن معارك طاحنة وحاسمة.
في ديسمبر 1182، شن رينو دي شاتيون حملة إغارة على البحر الأحمر ووصل جنوبًا إلى رابغ، وتكررت خلال تلك الفترة غارات رينو دي شاتيون التي كانت بهدف السبي والنهب ونظر إليها المؤرخون على أنها «مميتة للملكة بيت المقدس». في عام 1183 فرض الملك بلدوين الرابع ضريبة عامة على المملكة اعتبرت الأثقل في تاريخ المملكة وأوروبا في العصور الوسطى، وذلك بهدف تمويل الجيوش في السنوات المقبلة مع الحاجة إلى مزيد من القوات، خصوصًا بعد سيطرة صلاح الدين على حلب، وبالتالي فإن جهود السلطان المقبلة ستتركز على القدس. ومع تفاقم مرض الملك، اختير غي دو لوزنيان رسميًا كولي للعهد يحكم بالمشاركة مع سبيلا شقيقة الملك.
في أكتوبر 1183 تحسنت صحة الملك بحيث تمكن من استئناف حكمه، وأخذ يميل في سياسته للتقارب مع حزب آل إيبلين وريموند الثالث، وتحقيقًا لذلك عزل غي دو لوزنيان من ولاية العهد وعهد بها لابن شقيقته بلدوين الخامس، وعيّن ريموند الثالث وصيًا على العرش، ترافق ذلك مع تجمّع بارونات المملكة في الكرك للاحتفال بزواج إيزابيلا ابنة الملك السابق من ماريا كومنا، وخلال الاحتفال حاصر المدينة السلطان، فسار الملك بلدوين الرابع إلى الكرك وفك الحصار عنها بعد إعادة الهدنة مع صلاح الدين. في عام 1184، حاول صلاح الدين فتح الكرك مجددًا غير أنه فشل في ذلك، كذلك فقد استطاعت المملكة صد هجوم آخر قام به على نابلس. في أكتوبر 1184 شن غي دو لوزنيان الذي كان قد أبعد عن القدس نحو عسقلان، هجومًا على قوافل للبدو الرحّل، وفي مايو 1185 توفي الملك بلدوين الرابع وآل الحكم إلى بلدوين الخامس ابن شقيقته القاصر. لم يكن انتقال العرش بالأمر السهل، بل أثار بلبلة في أوساط المملكة، ما استدعى سفر البطريرك هرقل إلى أوروبا طالبًا المساعدة في حسم الموضوع عام 1184؛ حاول هرقل أيضًا حشد حملة صليبية جديدة لتقوية موقف المملكة، لكنه لم يلق تجاوبًا لا في فرنسا ولا في إنكلترا. وعمومًا فإن البلبلة التي ثارت مع حكم بلدوين الخامس تحت وصاية ريموند الثالث انتهت مع وفاة الطفل الملك بالدوين الخامس في صيف عام 1186 بسبب المرض.
غادر ريموند إلى نابلس لمنع سبيلا من المطالبة بالعرش، لكن سبيلا وأنصارها انسحبت إلى القدس حيث صادق مجلس البارونات على انتقال العرش لها، شرط إلغاء زواجها من غي، وافقت سبيلا غير أنه وبعد حفل تتويجها أعلنت أنها تختار غي دو لوزنيان زوجًا، ما شكّل هزيمة أخيرة لحزب ريموند الثالث وأنصاره، وخرقًا للتوافق الذي حصل في القدس. كان ريموند الثالث قد رفض حضور حفل التتويج، وغادر إلى طرابلس قاطعًا بذلك الطريق أمام حرب أهلية ثانية في المملكة، غير أنّ بعض أنصاره من أمثال الكونت همفري توجه إلى القدس وأقسم بالولاء لغي وسبيلا.

### خسارة القدس والحملة الصليبية الثالثة

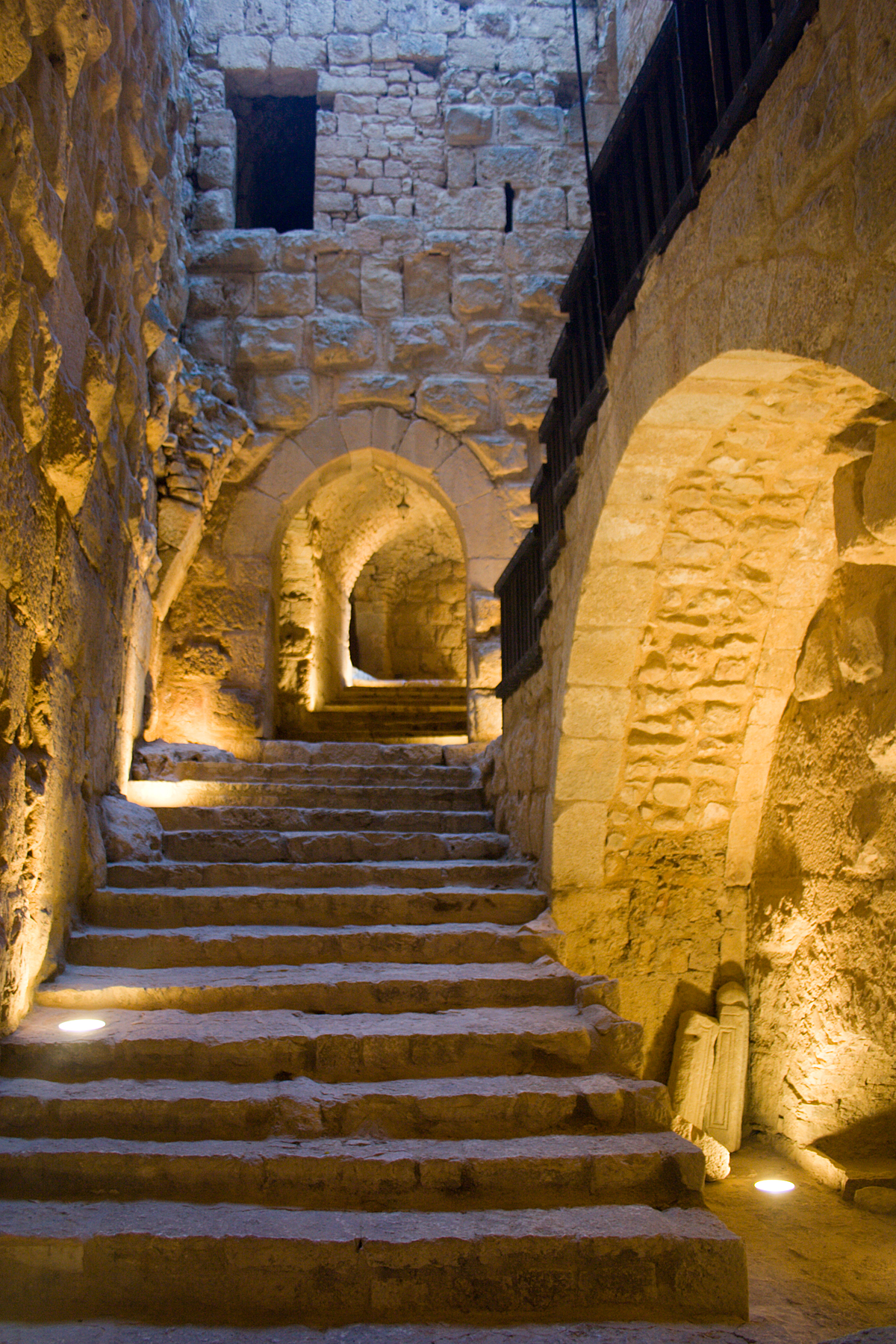
قلعة الربض في عجلون، الأردن. بناها المسلمون عام 1184 لصد هجمات الصليبيين.

تحالف ريموند صاحب طرابلس مع صلاح الدين الأيوبي، وأراد من خلال تحالفه مساعدة السلطان في إسقاط غي، ويشير المؤرخون إلى أن الوضع في مختلف أنحاء الدولة العباسية كان هادئًا، وبالتالي فإن السلطان لم يكن ينوي تجديد الهدنة المنعقدة ومملكة بيت المقدس عندما يحين أجلها عام 1187، وعمومًا فإن هذا الرأي يظل تخمينًا نظرًا لأن من أسقط الهدنة فعليًا هو رينو دو شاتيون صاحب الكرك والشوبك وجميع ما وراء الأردن، وأحد أهمّ داعمي غي في مجلس البارونات، حين هاجمت قواته قوافل مسلمة. ربما أراد رينو دي شاتيون أن يشن حربًا على طرابلس للقضاء على ريموند الثالث، ولكنّ ثقل هذا الأخير في مجلس البارونات وأهمية بقاء المجلس موحدًا ربما دفعه لتأخير خطته والاستعاضة عنها بمناوشة صلاح الدين.
هاجم السلطان الكرك مرة أخرى، وحاصرها في أبريل ومايو 1187؛ في غضون ذلك كان ملك القدس غي يحاول إبرام الصلح مع ريموند الثالث واستطاع إقناعه بوجوب التوحّد ضد صلاح الدين، على أن تكون طبريا موقع الاشتباك معه، عمومًا فإن الخلافات داخل المعسكر الفرنجي ظلّت موجودة إذ لم يتمكن الطرفان من وضع خطة موحدة للهجوم؛ كان ريموند الثالث يرى أنه من الواجب تجنب معركة ضارية ومباشرة مع الجيش الأيوبي في حين خالفه الملك ذلك، أخيرًا تم الاتفاق على أن تسير الجيوش مباشرة للقاء صلاح الدين في طبريا إثر محاصرة السلطان لها. في 4 يوليو 1187 التقى الطرفان في معركة حطين التي أفضت لانتصار ساحق لجيش صلاح الدين وهزيمة جيش مملكة القدس ووقوع ملكها غي دو لوزنيان أسيرًا نُقل بعدها إلى دمشق ثم أطلق سراحه، وكان من نتائج المعركة أيضًا إعدام رينو دي شاتيون الذي توعد صلاح الدين بقتله في حال الظفر به، إضافة إلى مقتل عدد كبير من جنود المملكة وفرسانها ووقوع عدد آخر منهم في الأسر، أما ريموند الثالث فكان قد انسحب قبيل الهزيمة من معركة حطين عائدًا إلى معقله طرابلس، ولم يتدخل عسكريًا في الأحداث التالية.
ارتأى صلاح الدين أهمية خاصّة لفتح مدن الساحل قبل التوجه نحو القدس، وخلال الأشهر القليلة التالية لمعركة حطين، تمكن صلاح الدين من فتح أغلب مدن وأمصار مملكة بيت المقدس باستثناء صور التي ظلّت عصيّة، ففتح السلطان عكا ذات الأهمية الخاصة لكونها الميناء الصليبي الأول مع أوروبا ثم نابلس وحيفا والناصرة وقيسارية وصفورية بعد أن أخلاها معظم فرسانها ومقاتليها إما لوقوعهم في الأسر أو مقتلهم خلال معركة حطين وما تلاها أو لانسحابهم خوفًا من الجيش الأيوبي، كذلك فقد فتح الأيوبيون بيروت وجبيل وتبنين، وخلصوها من تبعية مملكة بيت المقدس.
كان ذروة ما حصل عليه صلاح الدين فتح القدس عاصمة المملكة، وصلها وضرب الحصار حولها في 20 سبتمبر 1187 من جهة عين سلوان ليكون الماء قريبًا من جيشه. لم يكن في المدينة جيشًا كبيرًا لحمايتها وقدر عدد الجند النظاميين بحوالي 1400 جندي فقط، أما الباقون فكانوا من الفقراء والأهالي الذين لا خبرة لهم في القتال، وقد ترأس الدفاع عن المدينة باليان الأبليني وصاحب الرملة منذ أن غادرها الملك غي بحكم الأمر الواقع. كان خوف باليان الأكبر أن يقتل المسلمين جميع مسيحيي القدس عند دخولهم كما فعل الصليبيون عندما فتحوا المدينة عام 1099 فحث السكان أن يدافعوا عن حياتهم ومقدساتهم حتى الرمق الأخير، وعندما أرسل له صلاح الدين أن يسلم المدينة ويطلب الأمان لم يفعل، وأصرّ على القتال واستمر في الحرب لمدة 14 يومًا.
ولما رأى صلاح الدين أن الحرب ستكون شديدة ولم يقدر على احتلال مدينة القدس، وبعد أن هدد باليان بقتل الرهائن المسلمين، والذين يُقدّر عددهم بأربعة الآف مسلم، وتدمير الأماكن الإسلامية المقدسة، أي قبة الصخرة والمسجد القبلي، استشار صلاح الدين الأيوبي مجلسه وقبل شروط باليان بتسليم المدينة مقابل أمان نفوسها وممتلكاتهم، على أن تُدفع فدية على كل من فيها مقدارها عشرة دنانير عن كل رجل وخمسة دنانير عن كل امرأة ودينارين عن كل صبي وكل صبية لم يبلغا سن الرشد، فمن أدى ما عليه في المهلة التي قدرها أربعين يومًا، صار حرًا. ثم سمح صلاح الدين بعد أن انقضت المهلة لمن لم يستطع الدفع منهم بالمغادرة دون فدية، وتزعم الموسوعة البريطانية بيع معظم المقاتلة منهم عبيدًا.

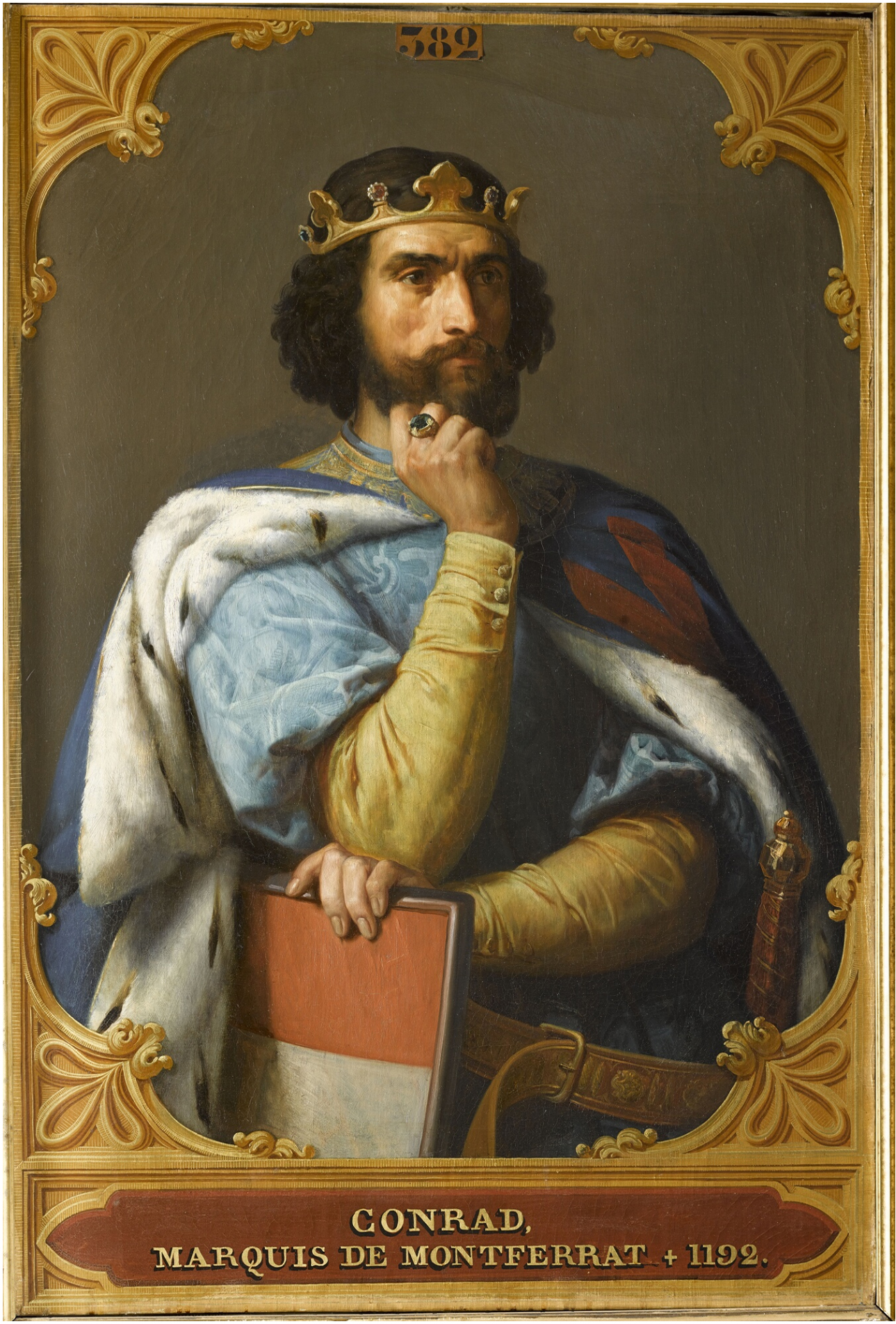
كونراد الأول، ملك القدس الثالث عشر
(1190 - 1192).

كان دخول صلاح الدين للمدينة في 2 أكتوبر 1187، وشكّل ذلك صدمة لأوروبا حشدت على إثرها الحملة الصليبية الثالثة بناءً على طلب البابا غريغوري الثامن وتحت قيادة ريتشارد قلب الأسد ملك إنكلترا وفيليب أغسطس ملك فرنسا، وقد تم تمويل الحملة من ضريبة خاصة عرفت باسم عشور صلاح الدين.
في عام 1189 وصلت الحملة إلى المشرق، وحاصرت جيوشها عكا، واستمر الحصار حتى نجاح الحملة في دخول المدينة عام 1191. كانت سبيلا ملكة القدس قد توفيت عام 1190 وبالتالي فقد غي أي حق في مطالبة قانونية بالعرش وفق قوانين المملكة؛ الحل المقترح كان تمرير التاج إلى إيزابيلا الأخت غير الشقيقة لسبيلا ولكن كونراد المونفيرتي صاحب صور وكذلك آل إيبلين بينوا عدم شرعية زواج إيزابيلا من همفري (لكونه قد خانها عام 1186) وسوى ذلك فقد كانت دون السن القانونية. إثر إلغاء زواجهما لم يعد من حق إيزابيلا المطالبة بالعرش، وبالتالي آل الحكم إلى كونراد المونفيرتي نفسه لكونه أقرب أنساب الملك بلدوين الخامس من ناحية الذكور، كما أنه قد أثبت نفسه كقائد عسكري، وبالتالي فقد غدا ملك القدس، أما غي فقد رفض التنازل عن التاج وظلّ يطالب بالحكم حتى وفاته عام 1194، علمًا أنه وبعد انتخاب كونراد الرسمي عام 1192 ملكًا لبيت المقدس، منح غي لقب ملك قبرص.
لعب ريتشارد قلب الأسد وفيليب السابع عام 1191 دورًا هامًا في حسم قضية وراثة العرش، كان ريتشارد يدعم غي في طموحه لاستعادة المملكة، في حين أيد فيليب الثاني كونراد وهو ابن خال والده الراحل لويس السابع. بعد إعادة السيطرة على عكا عام 1191 انسحب فيليب الثاني من الحملة بسبب مرضه، أما ريتشارد فقط استطاع الانتصار على صلاح الدين في معركة أرسوف عام 1191، ثم معركة يافا عام 1192 وبسط سيطرة مملكة بيت المقدس من جديد على معظم الساحل الفلسطيني، لكنه عجز عن استرداد القدس أو أغلب المدن والأراضي الداخلية للمملكة. في أبريل عام 1192 انتخب مجلس البارونات كونراد ملكًا على القدس بشكل شرعي، لكنه اغتيل من قبل الحشاشين بعد فترة وجيزة. كانت إيزابيلا حينها قد تزوجت من هنري الثاني ابن شقيقة ريتشارد وفيليب الثاني، فآل الحكم إليها.
نهاية الحملة الصليبية الثالثة كانت سلمية، بتوقيع اتفاق الرملة عام 1192 مع صلاح الدين الأيوبي، الذي سمح للمسيحيين الغربيين بالحج إلى المدينة وخدمة المواقع المسيحية المقدسة فيها؛ وإثر ذاك انسحبت الحملة نحو أوروبا، أما بارونات المملكة فقد انصرفوا حول تقسيم جديد للإقطاعات والأراضي في عكا وغيرها من المدن الساحلية. بعد فترة وجيزة من انسحاب الحملة الصليبية الثالثة توفي صلاح الدين عام 1193، وسقطت مملكته في حرب أهلية بين أبنائه وشقيقه.

### مملكة عكا وخواتم الدولة
خلال المئة العام المقبلة، ظلّت مملكة بيت المقدس تعيش على الانتصارات المحدودة التي حققتها الحملة الصليبية الثالثة؛ حدود المملكة الجديدة كان تقتصر على ساحل فلسطين وقطاع غزة اليوم مع ساحل لبنان حتى بيروت، بما فيها مدن هامة مثل يافا وأرسوف وقيسارية وصور وصيدا، كما شملت عددًا من المدن الداخلية الهامة مثل عسقلان، إلى جانب التحالف مع أنطاكية وطرابلس. في عام 1197 توفي الملك الجديد هنري الأول، وتزوجت أرملته إيزابيلا من أمالريك الذي غدا ملك عكا تحت اسم أمالريك الثاني، وإثر وفاة أمالريك وإيزبيلا عام 1205 آل العرش مرة أخرى لقاصرة وهي ماريا ابنة إيزابيلا وكونراد المونفيرتي، وظلّت ماريا تحكم تحت مجلس وصاية يرأسه جون الإيبليني صاحب بيروت حتى 1210، وبعد ذلك تزوجت ماريا من جون دي بريين الفارس الوافد من فرنسا، وغدا بذلك الملك جون الأول. بعد عامين أي في 1212 توفيت الملكة أثناء الولادة، وآل العرش إلى ابنتها القاصرة إيزابيلا التي دعيت بـ إيزابيلا الثانية، واستمر جون الأول ملكًا ووصيًا على العرش ابنته حتى بلوغها سن الرشد.

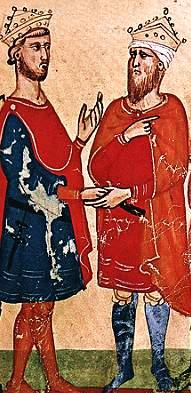
فريدريك الثاني والكامل الذي أعاد منح السيطرة على القدس للمملكة.

في عام 1204 وصلت الحملة الصليبية الرابعة إلى الشرق، وكان من المقرر أن تقوم هذه الحملة باستعادة القدس عن طريق مصر غير أن قادتها غيروا من خططها، واحتلوا القسطنطينية عاصمة الإمبراطورية البيزنطية مؤسسين «الإمبراطورية اللاتينية في القسطنطينية». أثار تغيير خطط الحملة سُخط أوروبا وتم الحشد للحملة الخامسة التي وصلت مصر عام 1217 وشاركت بها جيوش مملكة بيت المقدس تحت قيادة الملك جون الأول، غير أن الفشل التام كان من نصيب هذه الحملة.
في أعقاب الحملة الصليبية الخامسة، سافر الملك جون الأول ومعه زوجته إلى أوروبا طالبًا المساعدة، غير أنه لم يلق الدعم إلا في بلاط فريدريك الثاني، الذي عاد ونكث بوعده بقيادة حملة صليبية جديدة، وقد ساهمت عوامل مختلفة في ألمانيا من إعاقته في السعي بحملة جديدة، أبرزها خلافه مع البابا والحُرم الذي أنزل به عام 1226، علمًا أنه وفي أعقاب ذلك تزوجت إيزابيلا من فريدريك نفسه، وفي عام 1228 توفيت الملكة إيزابيلا الثانية خلال الولادة أيضًا، وغدا كونراد الثاني ابنها الرضيع ملكًا تحت وصاية فريدريك الثاني والده، وهيو الأول وزوجته أليس ملك وملكة قبرص، وقد وُلد ملك مملكة بيت المقدس في أوروبا ولم يزر مملكته قط. وأيضا في نفس السنة في 1228 وصل فريدريك إلى الشرق ضمن الحملة الصليبية السادسة، وغدا بذلك الحاكم الفعلي للمملكة بيت المقدس.
كان الجيش الذي يقوده فريدريك ضخمًا، ونال شهرة في بلاد الشام، والأبرز من أعماله أنه استطاع استعادة القدس وبيت لحم والناصرة إضافة إلى عدد من القلاع المحيطة سلمًا دون قتال عام 1228، وذلك بموجب معاهدة معقودة مع السلطان الأيوبي في الكرك والذي كان يخوض غمار حرب أهلية مع شقيقه سلطان دمشق. حاول فريدريك في أعقاب نجاحه ضم المملكة إلى الإمبراطورية الرومانية المقدسة، ووقعت عدة معارك بين الأمراء سيّما بين جيشه وجيش صاحب بيروت، كذلك فقد حدثت عدة معارك مع مملكة قبرص. طويت صفحة الموضوع جزئيًا، بتنازل فريدريك عن طموحه وعودته إلى أوروبا عام 1229، لكنه عاد فأرسل جيشه عام 1231 محتلاً بيروت وصور؛ كرد على ذلك حشد بارونات المملكة جيوشهم في عكا وحازوا دعمًا من جنوة، واستطاعوا استعادة صور وبيروت عام 1232، غير أن جيش فريدريك استعاد صور عام 1233.
بنتيجة الحرب الأهلية، ظل فريدريك الوصي على ابنه وممثله في الشرق، وظلت صور والقدس خاضعة له بشكل مباشر، أما سائر بارونات المملكة تمركزوا في عكا. في عام 1242 غدا كونراد الثاني مخولاً الحكم بنفسه دون وصي، لكنه رفض القدوم إلى الشرق واختيرت خالته أليس ملكة قبرص لتكون ممثلة الملك في بلاده. أما على جبهة الأيوبيين فقد عاد النشاط مجددًا عام 1244 حين استطاع الأيوبيون استعادة القدس مجددًا هازمين جيشي مملكة بيت المقدس ومملكة قبرص سوية، وقام الجيش الأيوبي بتخريب القدس والحقول المحيطة بها تاركين إياها في حالة غير صالحة للسكن البشري سواءً أكان من الصليبيين أم من المسلمين. توفيت أليس عام 1246، واستعيض عنها بهنري الأول ملك قبرص كوصي على عرش الملك، الذي نال تأييد بارونات عكا وآل إيبلين وغيرهم من رجال الدولة. بعد ذلك بثلاث سنوات، أي في عام 1249 وصل لويس التاسع من فرنسا قائدًا للحملة الصليبية السابعة، وعلى الرغم من أنه لم يتدخل في الشؤون الداخلية للمملكة كما فعل فريدريك الثاني، إلا أنه نُظر إليه دومًا كزعيم لصليبي الشرق، وقد قضى أغلب وقته فيه بترميم وإعادة بناء المدن والحصون الساحلية، واستطاع تحقيق انتصارات محدودة في مصر. في عام 1250 أطاح المماليك بحكم الأيوبيين، وفي عام 1253 توفي هنري الأول الحاكم الفعلي للمملكة بيت المقدس، وبعدها بعام أي في 1254 توفي الملك كونراد ولم يكن قد زار مملكته قط، وآل الحكم إلى ابنه كونراد الثالث المقيم في إيطاليا أيضًا، فحكم تحت وصاية هيو وإيزابيلا كونت وكونتيسة أنطاكية، الذين عينا بدورهما جون الأرسوفي نائبًا عنهما على عكا.

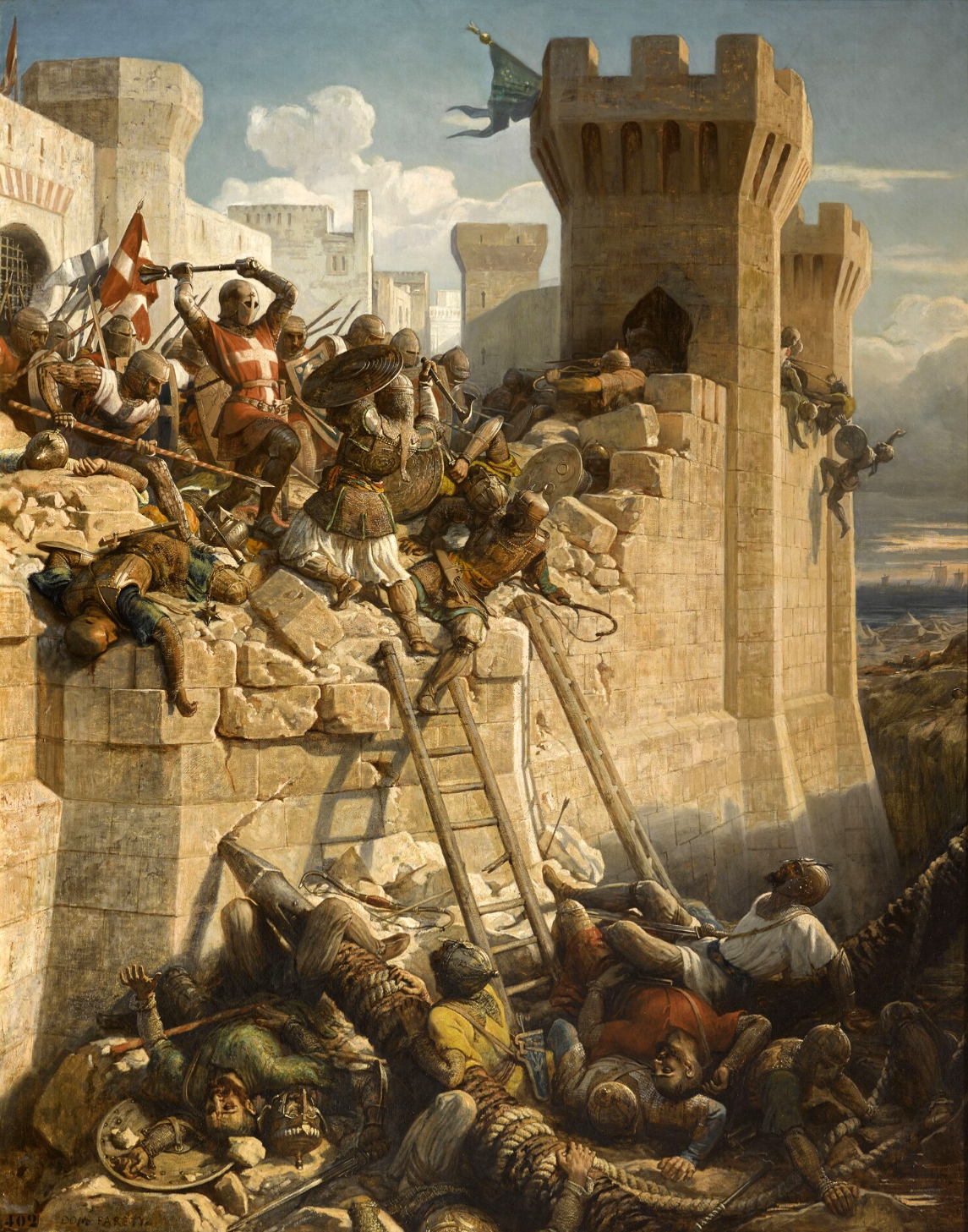
الإسبتارية يدافعون عن أسوار عكا عام 1291 - بريشة كرستيان غانثر، 1840.

في عام 1258 توفي جون الأرسوفي، ثم هيو عام 1261، وكان هيو الثاني لا يزال تحت السن القانونية لحكم أنطاكية، فتولت والدته إيزابيلا إمارة أنطاكية والوصاية على مملكة عكا، غير أنها توفيت عام 1264، لتؤول الوصاية إلى ابن عمه لوزينيان هيو برين، الذي حكم أنطاكية وعكا وقبرص إلى وفاة هيو الثاني قبل أن يبلغ سن الرشد عام 1267 وخلفه هيو الثالث. بعدها بعام أعدم الملك الذي لم يزر مملكته كونراد الثالث في إيطاليا، ولم يكن له وريث لخلافته، فغدا هيو الثالث الوصي على عرش عكا وقبرص وصاحب أنطاكية ملكًا على مملكة بيت المقدس باسم هيو الأول. أما على الجبهة الشرقية فقد اجتاحت جحافل المغول الشرق وفتحت بغداد عام 1258، ووقف الصليبيون عمومًا على الحياد طوال تلك الفترة، واستطاع المغول فتح دمشق وحرقها ونهبها عام 1260، ومن أوقف تقدمهم هم المماليك بقيادة قطز في معركة عين جالوت عام 1260، وهو ما جنّب فلسطين عمومًا مصير دمشق وبغداد وغيرهما من المدن التي دخلوها، ويشار إلى أن بضعًا من أمراء أنطاكية وطرابلس راسلوا المغول، وذكر بعض المؤرخين تحالفهم وإياهم في عدد من المعارك. عمومًا فإنه بعد دحر الخطر المغولي عن بلاد الشام اتجه الظاهر بيبرس بنظره نحو الأملاك الصليبية، ففتح يافا وأنطاكية عام 1268 هادمًا إياها على رؤوس ساكنيها، كما باع من نجا من القتل كعبيد في مصر.
نتيجة لسقوط أنطاكية، وهزائم الصليبين المتلاحقة، أعد لويس التاسع حملة صليبية أخرى عام 1270، ثم قرر تحويل مسارها إلى تونس وتوفي هناك، وبذلك كانت الحملة الصليبية الثامنة خاتمة حقبة الحملات الصليبية، باستثناء قوة صغيرة وصلت من إنكلترا إلى الشرق عام 1271 بقيادة الملك إدوارد الأول. على صعيد العائلة المالكة، فقد نشأ نزاع بين ماريا حفيدة الملكة إيزابيلا الأولى التي ادعت أنها الأحق بعرش المملكة، واستطاعت تأليب بارونات عكا ضد الملك هيو، الذي مكث في الحكم من صور وحتى وفاته في قبرص عام 1285، وخلفه ابنه جون الثاني الذي توفي بعد فترة وجيزة في العام نفسه، وخلفه عمّه شقيق الملك هيو، هنري الثاني، الذي اعترف به ملكًا على جميع أراضي المملكة بما فيهم بارونات عكا؛ وقد تتالت في عهده هزائم الصليبيين فاستولى المماليك على طرابلس الشام عام 1289، ثم عكا نفسها عام 1291، ومعها باقي القلاع والحصون التي شكلت مملكة بيت المقدس. عمومًا فإنه بعد سقوط عكا انتقل الملك إلى عثليث التي تمكن المماليك في فتحها أيضًا، فغادر إلى قبرص، وقاد منها غارات بحرية ومحاولات عديدة لاستعادة المنطقة، ومع خسارة جزيرة أرواد قبالة طرطوس عام 1303 لم يعد لمملكة بيت المقدس أي أراض في بلاد الشام وشكل ذلك النهاية الفعلية لمملكة بيت المقدس، وظل هنري الثاني محتفظًا بلقبها حتى وفاته عام 1325، وحاول ملوك قبرص استعادة جزءًا من الأراضي المقدسة إلا أنهم فشلوا في ذلك، وطوال سبعة قرون وحتى اليوم، ورث العديد من ملوك وأمراء أوروبا لقب «ملك القدس».

## نظام الحكم

### الملك والسلطة المركزية
تتالى على حكم مملكة بيت المقدس ثلاثة وعشرون ملكًا وملكة جميعهم ذوي قرابة لجودفري الذي انتخب ملكًا في أعقاب نجاح الحملة الصليبية الأولى عام 1099. كانت عملية تتويج الملك تتم في كنيسة القيامة باستثناء الملك بلدوين الأول الذي توج في كنيسة المهد في بيت لحم؛ وبعد فقدان القدس باتت مراسم التتويج تعقد في صور على ساحل المملكة الشمالي، والتي كان رئيس أساقفتها يحتل المنصب الديني الثاني بعد بطريرك القدس منذ تأسيس المملكة.

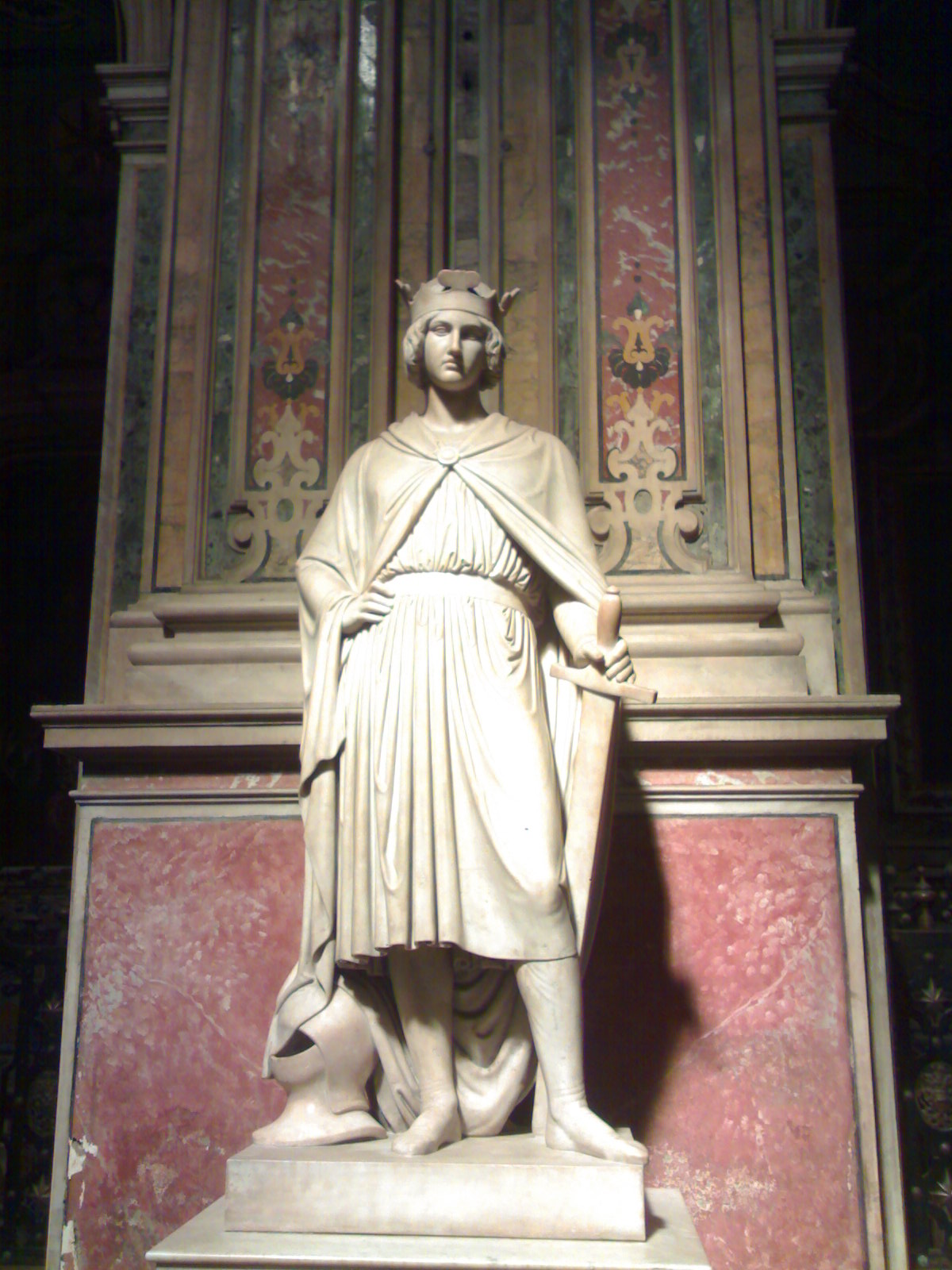
نصب للملك كونراد الثالث (1254 - 1268) والذي ولد وعاش ومات في أوروبا، ولم يزر مملكته في الشرق مطلقًا.

خلال حفل التتويج يلبس الملك التاج للمرة الأولى ويوسم جبينه بالزيت المبارك حسب العادات المتوارثة من العهد القديم كما يمسك بصولجان الحكم وكرته، ويقوم بطريرك القدس بمراسم التتويج التي تشمل أيضًا قسم الملك بأن يحكم بالعدل وأن يحترم القوانين والأعراف السائدة في المملكة، وخلال عهد أمالريك الأول تمّ إضافة احترام الكنيسة ورجال الدين وحقوق بطريرك القدس ورعاية الأيتام والأرامل إلى نص القسم؛ يلي ذلك قسم الفرسان بحياة الملك وبذودهم عن عرشه والمملكة، وكذلك قسم البارونات والأمراء والإقطاعيين بالولاء للملك والامتثال لأوامره والدفاع عن المملكة، مقابل نوالهم صكّا من الملك الجديد يثبتهم به في الإقطاعية الخاصة بهم، وقد أعاد أمالريك الأول عام 1170 تنظيم مراسم حفل التتويج ومراسم قسم الإقطاعيين، علمًا أنه كان أول من ألزم صغار الإقطاع بالقسم بينما كان الأمر قبلاً مقتصرًا على البارونات وكبار الإقطاع فقط. وفي كثير من الأحيان لم يكن للملك وريث مباشر ما يضطر مجلس البارونات لانتخاب الملك الجديد من الأسرة الحاكمة، وفي كثير من الأحيان الأخرى يكون الوريث قاصرًا يحتاج إلى وصي ومجلس وصاية، فيضطلع مجلس البارونات بهذه المهمة، التي كانت تجلب الخلافات والانشقاقات الداخلية، والتي أوجبت في بعض الأحيان انتخاب محكمة عليا ملزمة للنظر في قضايا وراثة العرش والتتويج. وعمومًا فإن جودفري وشقيقه بلدوين الأول ثم بلدوين الثاني انتخبوا انتخابًا، ولم يترسخ نظام الوراثة في المملكة حتى عام 1131 مع الملكة ميليسندا.
لم يكن الحكم يندرج في إطار الملكية المطلقة أو الاستبدادية أبدًا، بل كانت سلطة الملك المركزية محدودة بمجلس البارونات الذي يشكّل الهيئة التشريعية للملكة من ناحية، وبالإدارة اللامركزية الواسعة الصلاحيات الممنوحة للبارونات وللإقطاعيين الأقل وزنًا في المملكة، حتى في حال نشوب خلاف بين الملك وأحد الإقطاعيين فإن مجلس البارونات كان الجهة المخولة الفصل فيه في أغلب الحالات. علمًا أنّ الملك كان يخضع لحكمه المباشر القدس وبيت لحم ويافا وعسقلان والأراضي الواقعة بينهما والتي غالبًا ما منحت لأفراد العائلة المالكة المقربين منه، إلى جانب القلاع والحصون المختلفة التي كانت تعود ملكيتها الخاصة للقصر الملكي مباشرة. وحتى عهد بلدوين الثالث كانت الأراضي التابعة للملك مباشرة أكبر من الإقطاعيات الممنوحة للأمراء من حيث المساحة، وحتى تلك الفترة أيضًا كانت الإقطاعية تعود بوفاة أميرها إلى الملك الذي يعيد منحها لمن يجده مناسبًا، ولم تكن وراثة الإقطاعيات كأوروبا قائمة، ثم أخذ الوضع بالتبدل تدريجيًا ولكن بموافقة ملوك القدس، فمنحت الكرك والشوبك كإقطاعية وراثية عام 1140، وقد تبعتها سائر الإقطاعيات بالتحول نحو نظام الوراثة.
هناك قانون يرجع لعهد الملك بلدوين الثالث ينصّ على أنه من حق الملك تجريد أي إقطاعي من أملاكه في حال تمرد على الملك أو حفّز الفلاحين وسائر المواطنين على الثورة ضده، شرط أن تنظر القضية محكمة خاصة يعينها مجلس البارونات؛ وكذلك فإن تسليم الحصون والقلاع للمسلمين أو فتح طريق تجاري والمدن الواقعة تحت سلطتهم أو سك وتزييف نقود صليبية دون إذن الملك تعتبر من الأعمال التي يحق للملك تجريد الإقطاعي من أملاكه بسببها، إذ إن القضايا المشار إليها كانت تندرج في إطار الاحتكارات الملكية الخاصة، كذلك فإن الملك هو القائد الأعلى لجيوش المملكة، والمخول الوحيد فرض الضرائب غير الإقطاعية التي كانت تؤمن نفقات الجيوش والإدارة المركزية. يذكر أنه ومع خواتم عهد المملكة، منح الملك جزءًا من حقوقه للإقطاعيين، كسك النقود ومنح الامتيازات التجارية.
كان للملك أيضًا صلاحية خاصة على المؤسسة الدينية باختيار الأساقفة من بين ثلاثة مرشحين للمنصب منتخبين من قبل قدامى الأساقفة، وعمومًا فإن القصر الملكي كان دومًا يضغط في انتخابات الأساقفة وكذلك في انتخابات بطريرك القدس لانتخاب شخصيات مقربة من الملك، ما أدى أيضًا إلى نشوء خلافات داخلية، رُفعت أكثر من مرة إلى روما التي كان من صلاحياتها الفصل في شرعية عمليات الانتخاب.
يمكن القول أن سلطة الملك المركزية أخذت بالضعف في أعقاب الحرب الأهلية بين الملكة ميليسندا وابنها بلدوين الثالث حين احتاج كلا الطرفين لبارونات المملكة ونبلائها للحسم أو التوصل إلى تسوية، وزاد هذا الضعف في سلطات الملك المركزية خلال حكم بلدوين الرابع الذي كان مصابًا بالبرص، ثم النزاع الذي أعقب وفاته عام 1185 حول الوصاية على العرش، وقد تحوّل هذا الخلاف إلى أزمة سياسية بين حزبين من البارونات أولهما يدعم آغنس دي كورتنيه وابنتها سيبيلا، والثاني يدعم ريموند الثالث أمير طرابلس ومعه أمير الجليل وآل إيبيلن أصحاب الرملة ونابلس، ولم يفلح الملك الطفل بلدوين الخامس في كبح طموح النبلاء أو استعادة هيبة ومكانة التاج الملكي التي فقدت كما يقول جيشوا براور؛ ولعلّ أحد أبرز الأدلة على ذلك قيام رينو دي شاتيون ومنذ أيام الملك بلدوين الرابع بخرق الهدنة المعقودة بين الملك وصلاح الدين الأيوبي باعتداءه المستمر على القوافل التجارية العربية بين مصر وبلاد الشام، ثم سماح ريموند الثالث لفرق من جيش صلاح الدين بالإغارة عبر أراضيه في الجليل على أملاك خصومه من البارونات. كما كانت معركة حطين وما سبقها من صراع حول خطة المعركة بين النبلاء، دليلاً آخر على ضعف قوة الملك حينها، استمر الوضع على ما هو عليه، من ضعف لسلطات الملك، خلال عهد المملكة الثاني في عكا، وتتالى على العرش ملكان هما كونراد الثاني وكونراد الثالث ولدا في الإمبراطورية الرومانية المقدسة وقضيا حياتهما فيها ولم يزورا أملاكهما مطلقًا، كذلك الحال بالنسبة لفريدريك الثاني الذي لم يحترم ملك القدس خلال الحملة الصليبية السادسة وما رافقها، ومجمل القول أن سلطات الملك كانت قوية ومركزية خلال الطور الأول من عمر المملكة، ثم ضعفت وتآكلت منذ أواخر القرن الثاني عشر وطيلة القرن الثالث عشر، لتحلّ محلها سلطة النبلاء والمؤسسات العسكرية كالداويّة والإسبتارية وفرسان الهيكل وبعض المؤسسات التجارية كتجار البندقية.
كان يعاون الملك في أداء مهامه أربعة موظفين كبار هم صنجيل القدس (والتي ترجمها بعض مؤرخي العرب القهرمان) وكونت المملكة والمارشال أو ضابط القدس وحاجب الملك الذي يعتبر المسؤول الأول عن الاحتفالات الملكية وسائر الأعراف المرتبطة بالقصر الملكي.

### الإقطاعيات والسلطة اللامركزية
النظام الحاكم الذي كان سائدًا في مملكة بيت المقدس هو النظام الإقطاعي موزع ضمن فيدراليات، بحيث تشكل كل إقطاعية ولاية أو منطقة إدارية خاصة، لصاحبها ومعه صغار الإقطاع مطلق الحق في إدارة شؤونها الداخلية وفق رؤيتهم ومصالحهم، مع وجود محكمة ملكية خاصة في القدس تستطيع نصح الأمير ومجلسه بالطريقة الأمثل لإدارة أملاكه دون أن يكون لقراراتها حيّز الإلزام. على الرغم من أن أوروبا التي استمدت منها المملكة نظام حكمها، كانت تتحول خلال القرن الثاني عشر ثم الثالث عشر نحو سلطات مركزية ومحولة الألقاب الإقطاعية إلى ألقاب شرفية، إلا أن الوضع في مملكة بيت المقدس ظل على ما هو عليه من سيطرة للإقطاعيين في مناطقهم، وربما يعود السبب في ذلك إلى ضعف السلطة المركزية للملك.
ويذكر أن كل إقطاعية بدورها قُسِمت إلى إقطاعيات أصغر منها بمعدل إقطاعية في كل 50 كيلو متر مربع، وفي أواخر عهد المملكة خلال القرن الثاني عشر صدر تشريع عن الملك في عكا ينصّ على أنه من حقوق الإقطاعيين بما فيهم الإقطاعيات الصغيرة التي لم يكن لها حكم ذاتي بل تابعة للإقطاعية الكبيرة في السابق، سك النقود وإقامة المحاكم والدعوة للجندية الإجبارية في جيش الإقطاعية لحمايتها؛ قبل هذا التشريع كان لكبار الإقطاعيين السطوة في إقطاعاتهم، بيد أن قضية العدالة كانت دومًا بيد سيّد المنطقة سواءً كان من كبار الإقطاعيين أم من صغارهم. كما كان للإقطاعية شخصية اعتباريّة، فبعد تحوّل نظام الحكم في الإقطاعيات إلى النظام الوراثي، لم يكن من الممكن إلغاء الإقطاعية وعودتها إلى التاج في حال وفاة صاحبها أو انقراض العائلة الحاكمة فيها، بل ينتقل حكمها حسب الوراثة لأقرب النبلاء لهذه العائلة وفق قانون وراثة العرش في المملكة، مع بقاء جيشها وقضائها ونقودها الخاصة دون أن تندمج أو تتبدل مع إقطاعية سيدها الجديد. ويشير الباحثون إلى أن القصر الملكي كان يدعم عملية تقسيم الإقطاعيات الكبيرة وانفراط عقدها إلى مجموعة من الإقطاعيات، منعًا لتنامي قوتها، خصوصًا أن استحداث الإقطاعيات الجديدة ما كان ليتم دون موافقة ملكية، ما يؤكد مثل هذه الأقوال.
تجدر الإشارة إلى وجود طبقة من النبلاء أيضًا لا إقطاعيات لديهم، يستقرون في القدس إلى جانب الملك الذي يقوم بتقديم مبالغ مالية سنوية لهم عوضًا عن عدم وجود أملاك خاصة تابعة لهم، وكانت قيمة القطع النقدي الممنوح تساوي دخل مدينة أو إقطاعية بذاتها. وغالبًا ما يكون هؤلاء النبلاء من القادمين حديثًا إلى الشرق وغالبًا ما يكونوا فرسان يتبع لهم مجموعة من المحاربين، تعاون الملك في حروبه المباشرة وتشكل الجيش المحيط به؛ يشار إلى أن المملكة اقتبست هذه الطريقة من النظام الإسلامي المعتمد في الدولة العباسية والفاطمية، فلم يكن للمحاربين وقادة الجيوش الإسلامية أراض وإقطاعات تتبع لهم، وإنما يتم منحهم مبالغ سنوية من خزانة الدولة.

### القضاء
وجد في مملكة بيت المقدس محكمة في كل إقطاعية متوسطة أو كبيرة الحجم ولرئيسها لقب فيكونت، وعادة ما ضمت قُسس لمعرفة رأي الدين في القضية المثارة، ولا تعرف على وجه الدقة آلية اجتماعات وتركيبة ومصادر اعتماد هذه المحاكم في القضاء غير أنه من المعروف أنها لم تكن تسير على قوانين محددة من السلطة المركزية بل على قوانين تشرّع داخل الإقطاعية ذاتها، وأنها كانت تجتمع ثلاث مرات في الأسبوع أيام الإثنين والأربعاء والجمعة وذلك من شروق الشمس حتى غروبها. وبناءً على كتابات جون الأبليني في القرن الثالث عشر يُعلم أنها كانت مؤلفة من 12 عضوًا مع رئيس معيّن من قبل صاحب الإقطاعية هو الفيكونت، وأنها لم تكن تنظر في القضايا العليا أو المتعلقة بنزاع النبلاء بين بعضهم البعض بل ترك أمر ذلك للمحكمة الملكية العليا في القدس ثم في عكا؛ غير أن الفصل في صحة الزواج والميراث وغيرها من الأمور المتعلقة بسيد الإقطاعية نفسه وعائلته تختص بها المحكمة المحلية. كذلك فإن قسم فرسان الإقطاعية بالولاء لصاحب المنطقة وللملك كان تتم في المحكمة. أغلب القضايا التي نظرها القضاء المحلي كانت تتعلق بأمور تجارية من بيع ورهن وتقسيم وتبادل ولم يكن هناك من سجلات أو محاضر للجلسات حتى منتصف القرن الثالث عشر، كما كانت الأحكام الصادرة عنها مبرمة وقطعية أي غير قابلة للطعن أو الاستئناف باستثناء حالة وحيدة وهي الخلاف بين صاحب الإقطاعية الكبيرة وصغار النبلاء داخل إقطاعيته إذ تطلع المحكمة الملكية العليا في العاصمة بهذه المهمة. كان من مهام القضاء في المملكة أيضًا تسجيل العقود التجارية والصفقات المبرمة سواءً كانت داخل الإقطاعية أم خارجها.
يتبع للفيكونت أي رئيس المحكمة، شرطة داخلية، واجبها تسيير الدوريات في القرى والمدن للتأكد من حفظ الأمن وحماية ممتلكات الأهالي، إلى جانب مراقبة الموازين والأسعار؛ كما كان من مهامها تحصيل الضرائب المستحقة لصاحب الإقطاعية؛ وبناءً على صلاحياته الواسعة فقط اعتبر الفيكونت أهم وظيفة إدارية في مملكة بيت المقدس فعليًا، علمًا أن هذه الوظيفة غالبًا ما كانت وراثية. مع تعقد النظام القضائي، ظهرت محكمة خاصة تعرف باسم «محكمة السوق» كان من اختصاصها النظر في القضايا الاقتصادية المختلفة، وكذلك ظهرت «محكمة الموانئ البحرية» لتنظيم التجارة البحرية في المدن الساحلية منذ القرن الثاني عشر، ويعود للقرن الثالث عشر ظهور لقب «فيكونت الميناء» للمرة الأولى ما يدل على مزيد من التعقيد في بنية الهرم القضائي للمملكة؛ وخلال أواخر عهدها إثر منح الامتيازات لتجار جنوة والبندقية على وجه التحديد وإنشائهم مناطق خاصة بسيطرتهم، ظهرت محاكم خاصة بهم يتقاضى أمامها المستفيدون ومواطنو المملكة على اختلافهم عندما يكونوا جزءًا من القضية.
كان للأرثوذكس الشرقيين والمشرقيين وكذلك اليهود، محاكمهم الخاصة التي هي واحدة مع مؤسساتهم الدينية، وتسير وفق شرائعهم الدينية وذلك بناءً على طلبهم الخاص مجاراةً لما كان عليه الحال قبل مجيء الصليبيين وقيام المملكة، أي كما كان الحال أيام وقوع هذه الجماعات تحت الحكم الإسلامي.

### الحياة العسكرية

#### الجيش

شعار فرسان القديس يوحنا المعرفين لدى مؤرخي العرب القدماء «بالإسبتارية» أو «فرسان المشفى».

كان لكل إقطاعية كبيرة كانت أم صغيرة جيشها الخاص الصغير العدد؛ واجتماع جند الإقطاعيات سوية يعطي الجيش الصليبي تحت قيادة ملك القدس الذي يعطي الأمر بالنفير العام وبإعلان الحرب والسلم بعد استشارة مجلس البارونات.
أما عن تسليح الجيش وبنيته فقد كان مشابهًا لأغلب الجيوش الأوروبية خلال تلك المرحلة، هناك طبقتان من المحاربين، الفرسان وهم في الأغلب من الإقطاعيين وقد قال جون الأبليني أن عددهم 675 فارسًا فقط حوالي 1170، ورغم أن هذا العدد يبدو قليلاً إلا أن أغلب المعارك في الشرق الأوسط وأوروبا على حد سواء كانت تدور بمثل هذه العدد من الفرسان، والمحاربون العاديون وهم من غير ذوي الخبرة، غالبًا ما يكونوا من الفلاحين والعمال والأقنان العاملين في المدن وفي الإقطاعيات وعمومًا فقد كانوا يدربون على حمل السلاح قبيل المعارك أو عند التهيئة للحرب، بموجب لوائح خاصة يصدرها إقطاعي المنطقة التي يسكنها المحارب بما يشبه الخدمة العسكرية في الوقت الراهن. وبعض المحاربين كان يدعى «حملة الدروع» وتقتصر مهمتهم على مرافقة الفارس وتقديم مختلف الخدمات له والسهر على راحته التامة، ويمكن تقسيم الجيش أيضًا إلى كتائب مرتجلة وكتائب راجلة (أو مشاة) وقد قال جون الأبليني أن عدد غير المشاة في جيش المملكة هو 5025 راكبًا، أما المشاة فقد تجاوز عددهم 10,000 راجل. ضمن الخطط التي يذكرها جون الأبيليني في القرن الثاني عشر فإن المملكة كانت تسعى دومًا لتوسيع حجم الجيش، غير أن ما أعاق فعليًا ما رام إليه ملوك القدس هو تضاؤل عدد الوافدين من أوروبا إلى المملكة منذ النصف الثاني للقرن الثاني عشر.
إلى جانب جيوش الإقطاعية تألف الجيش الصليبي من فرسان المؤسسات العسكرية التي نشأت خلال فترة الحملات الصليبية ما شكل تجديدًا مؤسساتيًا في بنية الجيش الصليبي وجيوش دول أوروبا الغربية بشكل عام. هذه المؤسسات العسكرية كانت ذات طابع ديني، ولعل أقواها وأشهرها هما فرسان الهيكل وفرسان القديس يوحنا الذين سماهم مؤرخو العرب الإسبتارية والدواية، مع وجود عدد من الهيئات الأخرى قليلة الأهمية والتأثير كفرسان السيف وفرسان القديس لورانس وغيرها.
أقدم هذه الهيئات العسكرية هم فرسان الهيكل الذين تجمعوا بعد قيام المملكة بفترة وجيزة بطلب من الملك جودفري تحت اسم "الجنود الفقراء للمسيح وهيكل سليمان، وكانت أحيائهم تشمل المسجد الأقصى حاليًا والمناطق المحيطة به؛ السبب الرئيس لإنشائهم كان حماية قوافل الحجاج إلى القدس، ثم تأسست جماعة فرسان القديس يوحنا الذين نذروا النذور الرهبانية وهي الفقر والطاعة والعفّة إلى جانب كونهم مقاتلين، وهدف إنشائهم الرئيسي كان أيضًا حماية قوافل الحجاج وتقديم المساعدات الغذائية والعلاجية لهم، ومن هنا جاءت تسميتهم بفرسان المستشفى أيضًا، وعلى نمطهم سار الدواية الذين تأسسوا على يد هوف البينزي عام 1118، بوصفهم "رهبانًا محاربين" كما جاء في قوانينهم الخاصة التي أعيدت صياغتها عام 1228، وكان من واجبهم حماية قوافل الحجاج التي تقصد نهر الأردن حيث عُمِد يسوع وفق العهد الجديد. ومع توطيد أركان المملكة، وحفظ الأمن بها غداة تطور نظام الشرطة الداخلية التابع للإقطاعية، لم يعد لهذه المؤسسات دورًا فعليًا لتقوم به، لكن نموهم استمرّ باطراد وغدت حماية المملكة برمتها وحماية تاجها مسندة إليهم، ما سبب على أرض الواقع تنامي أدوارها السياسية ما شكل تهديدًا لسلطة الملك ولسلطة الإقطاعيين في الوقت ذاته؛ كذلك فقد تنامت أدوارها الاقتصادية مع إتباع إقطاعيات لها وقيامها ببناء عدد من الحصون حتى بلغ عدد الحصون التي يشرف عليها الاستبارية عام 1244 56 حصنًا، فضلاً عن إداراتها عددًا من مصانع الأسلحة وامتلاكها بموجب امتيازات ممنوحة لها من ملك القدس قضاءً مستقلاً خاصة بها، إلى جانب تنامي ثروتها بنتيجة الهبات القادمة من أوروبا ففي عام 1113 منح الإسبتارية أملاكًا واسعة في منطقة سان جيل جنوب فرنسا حاليًا وفي عام 1134 أوصى ألفونسو الأول ملك آراجون أن يتقاسم الإسبتارية والداوية وفرسان الهيكل مملكته ما أدى إلى تكديس الثروات والأموال لدى هذه المؤسسات التي عملت على تشغيلها بمنحها قروضًا بفوائد؛ وعمومًا فإن ذلك أدى إلى تأسيس فروع لهذه المؤسسات في القارة الأم وهو ما ضمن لها استمراريتها بعد زوال الحكم الصليبي من المشرق، وما حوّلها أيضًا إلى مؤسسات لا تخضع لسلطة الدولة وذات امتيازات واسعة فيها، لكنها ساهمت في تعضيد قوة الدولة؛ وقد كتب عن هذه المؤسسات:
| مملكة بيت المقدس | ولا يمكن إغفال إسهامات الهيئات الدينية العسكرية في رفاهية المملكة الصليبية في منطقة الشرق، والدفاع عن المملكة، والعناية بالأيتام والأرامل والمرضى، وقد قيل إن هيئة الإسبتارية قد قدمت خدمات علاجية لألفين من المرضى في يوم واحد من أحد أيام السنة، وأنفقت صدقات ضخمة في القدس وعكا ما دفع إلى استغراب جميع الحجاج المسيحيين من أوروبا. | مملكة بيت المقدس |

#### التحصينات والأسلحة

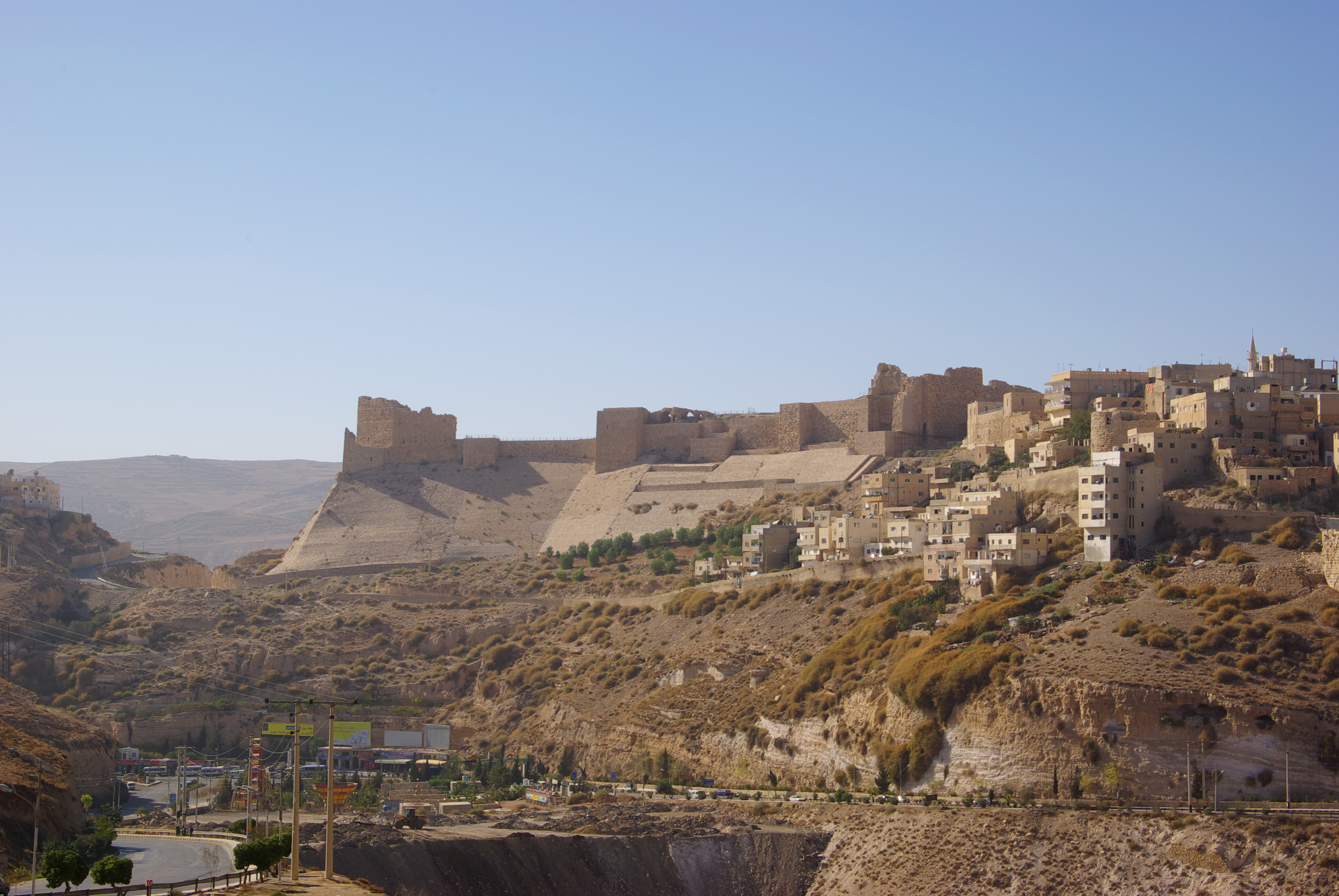
قلعة الكرك، التي بناها الصليبيون في القرن الثاني عشر.

بالنسبة للتحصينات فيقول يوشع براور أن تاريخ فلسطين منذ ثلاثة آلاف عام وحتى قيام إسرائيل لم يشهد بناءً للحصون والقلاع ومخازنًا للأسلحة كما حدث في الحقبة الصليبية، إذ اعتبر ذلك أساس الحكم واستراتجيته، كما كانت القلاع إلى جانب أهميتها العسكرية مراكز مدنية للإدارة ومقرات للإقطاعيين دائمة أو مؤقتة خلال سفرهم، وقد بلغ عدد القلاع مائة وعشرين قلعة بينها الكبيرة والمتوسطة والصغيرة الحجم، يمكن تقسيم خط القلاع بثلاث خطوط أساسية: قلاع ما وراء نهر الأردن ومركزها قلعتي الكرك والشوبك ومهمتها الحفاظ على الأمن من ناحية الحدود الشرقية وقد دعي هذا الخط «بالقلاع العشر»، والخط الثاني شمالاً من ناحية بانياس الحولة ثم تبنين وهونين وقد استطاع الصليبيون من خلاله التمدد - ولو اسميًا ولفترات وجيزة - نحو درعا وجرش، أما الثالث فهو جنوب القدس في المنطقة الممتدة بين بيت لحم وحبرون، يلاحظ من التوزيع السابق أن أغلب الحصون كانت على أطراف المملكة بينما داخلها لم يكن ذو تحصين جيد، وبالتالي فإنه عندما اخترق صلاح الدين الأيوبي السلسلة الشمالية للحصون بعيد معركة حطين بات الطريق أمامه نحو القدس سالكًا، دون وجود تحصينات صليبية قوية تذكر. أما مدن الساحل الفلسطيني الكبيرة كيافا وحيفا وعكا فقد كانت محصنة وقويّة للغاية ويربط على الطريق فيما بينها مجموعة من مراكز أو الحصون الصغيرة للتحصينات العسكرية، إلى جانب كون المدن ذاتها محصنة بشكل جيد، ولعل أقواها هو حصن «عروس البحر» الواقع شمال عكا والذي حافظ على المدينة طويلاً من أعدائها حتى 1291، ويذكر أن عددًا كبيرًا من القلاع التي تعود لتلك الحقبة قد دمر كليًا أو جزئيًا بسبب عوامل الزمن، غير أنه من الثابت أن الصليبين وإن جاؤوا بطراز معماري أوروبي فإنهم قد مزجوه والطراز الشرقي وطوروه بأنفسهم، مبتكرين بذلك نمطًا هجينًا خاصًا، كانت أبرز معالمه الأبراج الضخمة ذات القواعد الصلبة والخنادق المائية أو الترابية حول القلعة.
أسلحة المقاتل الكامل الزي، كانت تشمل السيف والرمح وقضيب تكسير الدروع وفأس المعركة إلى جانب الترس والخوذة، وأحيانًا يستبدل الستار الحديدي للصدر بآخر جلدي، وكانت تكلفة إعداد فارس من الإسبتارية تقدر بألفي دينار وهو ما يعتبر باهظ الثمن، أما الأدوات الحربية للجيش كانت تشمل المنجنيق والمدقّة والدبابات الخشبية لتسلق الأسوار إلى جانب قاذفات النار، والقوس والنشابة التقليدية. عمومًا فإن ثقل أسلحة الجيش الصليبي، كان يعيق سرعة تقدمه، بينما كانت جيوش الأيوبيين والمماليك ذات وزن أقل فتسهل الحركة على المقاتلين، انطلاقًا من هنا فإن عددًا من المعارك حُسمت نتيجتها بسبب بطئ تحرك الجيش الصليبي وسرعة تحرك جيش المسلمين، وعمومًا أيضًا حاول الصليبيون التخفيف من وزن أسلحة جيشهم فصنعوا التروس الجلدية بدلاً من الحديدية وأنشأت القدس فرقة أسمتها تركوبلي امتازت بأن تصميم أسلحتها يشبه ما هو عند السلاجقة. كما طور الصليبيون فرقة أخرى كانت تمتاز بكونها من الخيالة رماة الأسهم.

## الدين

### الكنيسة الكاثوليكية

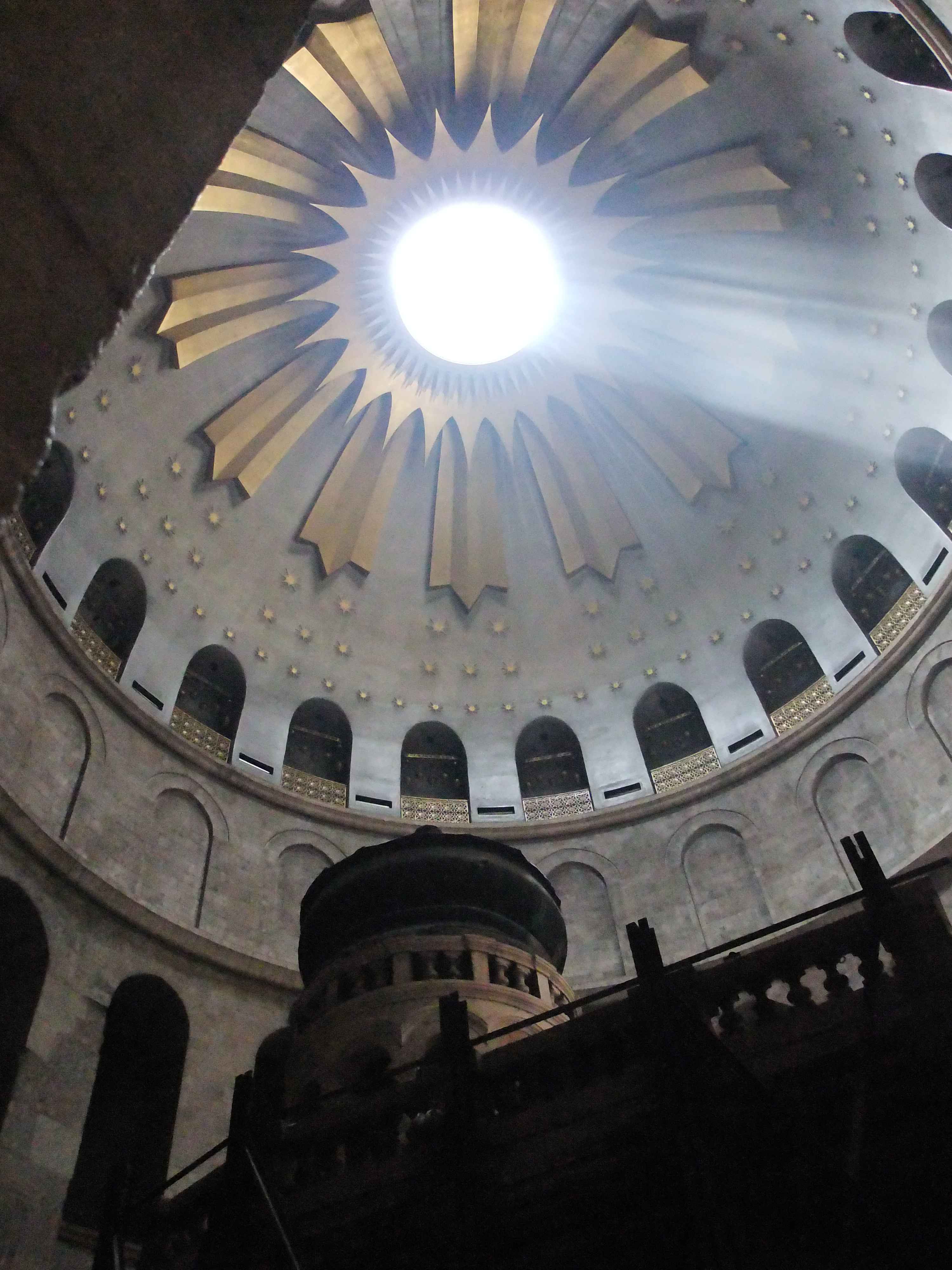
القبر المقدّس وتعلوه قبة الكنيسة، وهو مكان بعث يسوع حسب المعتقدات المسيحية.

عندما دخل الصليبيون إلى القدس وأسسوا المملكة، وقعوا في خلاف حول طبيعة الحكم، فقد نادى بعض الفرسان وعلى رأسهم البطريرك بإعلان المملكة دولة دينية يرأسها البطريرك، ومن ثمّ
حوّل النقاش واستمرّ خلال القرن الحادي عشر إلى مملكة مزدوجة يرأسها الملك والبطريرك، أيًا كان فقد كان الحكم في المملكة مدنيًا، غير أنه كان للكنيسة قوتها كحال جميع الممالك في أوروبا خلال القرون الوسطى، ومن صلاحيات الكنيسة النظر في وراثة العرش وعزل الملك والمحاسبة عن «المفاسد الأخلاقية» وترتيب أحوال الزواج والطلاق والإرث وما إلى ذلك من الأحوال الشخصية في المملكة. كان للكنيسة أيضًا، أربع مناطق خاضعة مباشرة لحكمها، وعرفت باسم «الإقطاعيات الكنيسة» تشمل الأولى الحي المحيط بكنيسة القيامة، وهو مقر إقامة البطريرك، ويعرف باسم «حي الضريح المقدس»، وقد كفّل الملوك المتعاقبون، إدارة رجال الكنيسة لهذه المنطقة طوال فترة تواجدهم في القدس، والإقطاعية الثانية هي اللد لكونها تحوي دير مار جرجس، ولكونها أيضًا أول مدينة فتحها الصليبيون وأول أسقفية أنشأت في المدينة، إلى جانب الناصرة في الجليل التي كانت حينها مدينة صغيرة قليلة الأهمية، وبيت لحم، وسوى ذلك فقد حظر التشريع المدني في المملكة على رجال الكنيسة امتلاك الإقطاعيات، ما جعل في الأمر الواقع، المؤسسة الكنسية الأكثر فقرًا بين مثيلاتها من مؤسسات المجتمع الصليبي. ولم يكن لبطاركة القدس نفوذ سياسي، على العكس من ذلك كان البلاط يتدخل دومًا في انتخاب الأساقفة والبطاركة لتعيين من يجده الملك أكثر ملائمة لسياساته، على سبيل المثال فإن مجمع نيقية الكنسي الذي عقد عام 325 عندما رسم الحدود بين بطريركية أنطاكية وبطريركية القدس جعل من صور والأراضي الممتدة حتى عكا تابعة لأنطاكية لا للقدس، وعندما جاء الصليبيون وقسّموا الشرق وفق بنى سياسية جديدة لائموا تقسيم الأبرشيات وحدود بطريركيتي القدس وأنطاكية حسب الحدود السياسية لأراضي المملكة وكونتية طرابلس.

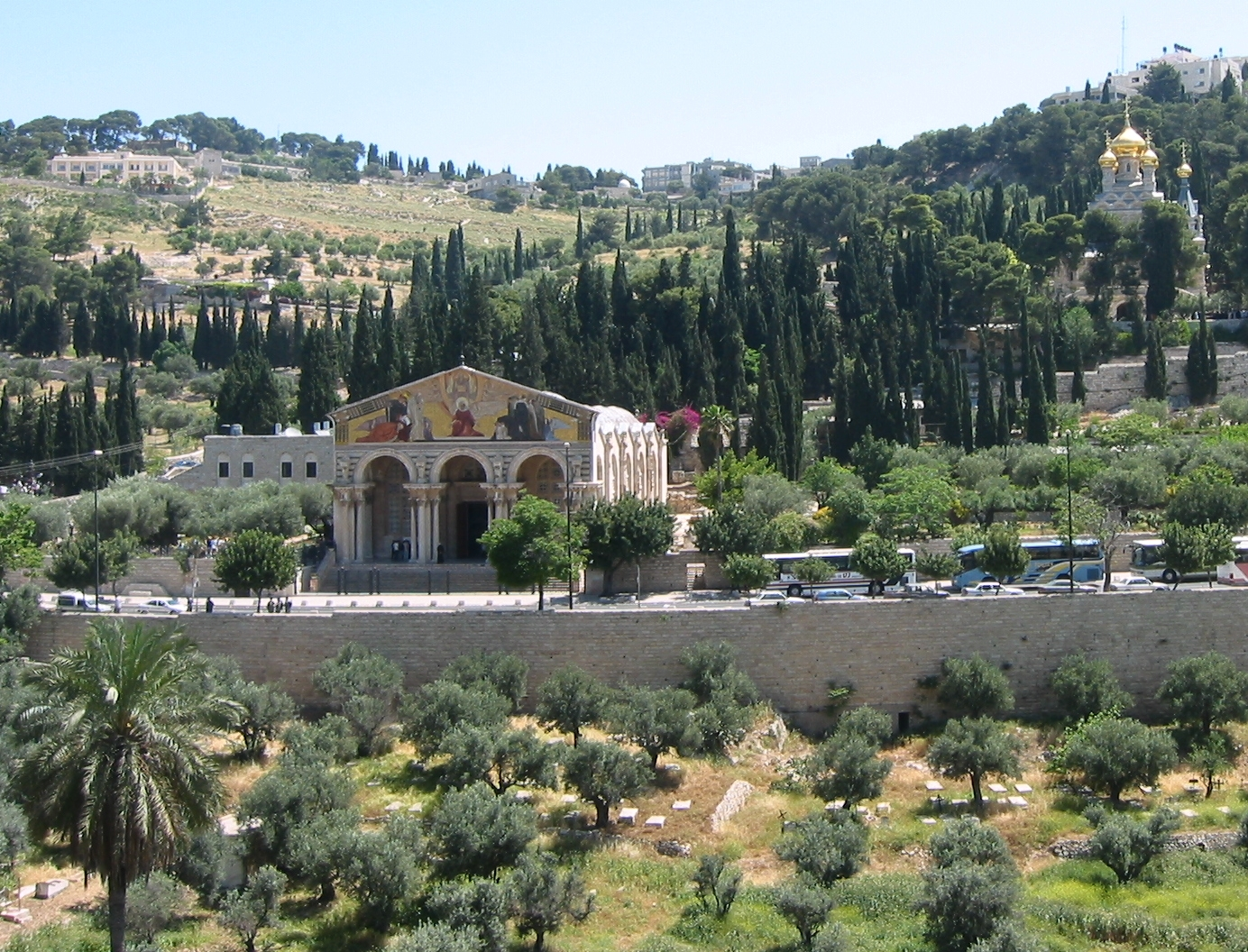
جبل الزيتون مكان رفع يسوع وفق المعتقدات المسيحية.

إلى جانب بطريرك المدينة، كان هناك سبعة مطارنة في بيت لحم وحبرون والناصرة وقيسارية واللد وصور والكرك، وقد أثار هذا التقسيم حيرة عدد من المؤرخين، إذ إن مدنًا صغيرة حازت على تصنيف مطرانية بينما مدن كبرى مثل يافا وعكا لم تحصل على مثل هذا الامتياز، وربما يعود السبب في ذلك لضياع التنظيم والخلط بين النموذج الذي أراد الصليبيون استحداثه من ناحية، والنموذج البيزنطي والأرمني الذي كان قائمًا أصلاً في المدينة خلال حكم العباسيين، حيث كانت أغلبية المسيحيين في القرى والمدن الصغرى لا في المدن الكبرى. هناك أيضًا في القدس ثلاثة أساقفة مساعدين للبطريرك هم الأساقفة الشرفيون لجبل الزيتون وجبل الهيكل والمعبد. أما الأديرة الكاثوليكية فهي تعود لما قبل الحقبة الصليبية إذ وجد في القدس ديران يتبعان الرهبنة البندكتية في المدينة، وقد نشطت الحركة الرهبانية خلال عهد المملكة، وكان جبل الزيتون - حيث اختلى يسوع مع تلامذته لآخر مرة، ومنه رفع إلى السماء حسب العهد الجديد - موطنًا دائمًا لرهبنات متنقلة، وحتى رهبان دون رهبانيات؛ هناك عدد من الأديرة كانت تقدم خدمات الفنادق لقوافل الحجاج القادمة من أوروبا وخاصة خلال مواسم الأعياد، وعمومًا فإنه قد نشط خلال عهد المملكة قوافل الحجّ نحو القدس وتزايد عددها، وبذلت المملكة والمؤسسات الدينية جهود جمّة في سبيل تأمين قوافل الحج التي كانت تأتي بحرًا من أوروبا، وتزايد عددها عامًا فعامًا، حتى غدا تنظيم الحج نحو كنيسة القيامة والمعالم الأخرى حول حياة يسوع أحد أهم واجبات الحكومة الصليبية، وقد وصف عدد كبير من المؤرخين والرحالة القدماء تفاصيل مثل هذه الرحلات، ومحاولة استغلال المملكة لها في زيادة عدد قاطنيها، علمًا أن السفر بحرًا من أوروبا وحتى ساحل فلسطين، كان يستغرق سبعة أسابيع من الإبحار. وكثيرة هي الأديار والرهبنات والكاتدرائيات التي بنيت خلال العهد الصليبي ولعل أهمها ما كان يبنى بتبرع الهيئات العسكرية الدينية، ومنها كنيسة القيامة التي أعيد تجديد بنائها وترميمها عام 1149، وكاتدرائية عكا، التي اعتبرت أكبر وأجمل ما بُني في العهد الصليبي، كما نقل قدماء المؤرخين.

### الديانات الأخرى
كان من بين رعايا المملكة أعداد كبيرة من الأرثوذكس الشرقيين الذين اختلف قادة الصليبيين في الطريقة المثلى للتعامل معهم، غير أن الرأي الذي خلص إليه ومن عشية الحملة الصليبية الأولى تمخض عن «قبول العيش بسلام مع جميع معتنقي الديانة المسيحية على وجه الخصوص» كما ذكر نارسيس بطريرك الأرمن الأرثوذكس. غير أن الأمور لم تجر بهذه السلاسة، فقد كانت القسطنطينية تطمح لإعادة السيطرة على أنطاكية بعد أن فقدتها في القرن السابع على يد العرب، وفشلت محاولاتها المتكررة في استعادتها، نظرًا لأهميتها الدينية ما أدى إلى رفض السريان الأرثوذكس على وجه الخصوص لهذه السيطرة لما فيها استعادة للاضطهادات التي وقعت في أعقاب مجمع خلقيدونية، وكان الأرمن يرمون إلى تأسيس دولة مستقلة لهم في كيليكيا بعيدًا عن مضايقات الأتراك والعرب والفرنجة والبيزنطيين على حد سواء، والموارنة انقسموا حول التحالف مع الصليبيين ووقعوا في حرب أهليّة بين موارنة الساحل ومعهم البطريرك المتحالف مع الصليبيين وموارنة الجبال الرافضين للتدخل الصليبي وتعبيرًا عن رفضهم اغتالوا أمير طرابلس، ولم يغر سيطرة مملكة مسيحية على القدس الطوائف المسيحية البعيدة في مصر وبلاد الشام على تنظيم قوافل حج نحو المدينة كما كان حاصلاً أيام الأمويين والعباسيين، وكما حصل في أوروبا خلال تلك الحقبة، على العكس من ذلك، فإن المملكة قد عزلت جميع الأساقفة والرهبان والكهنة غير الكاثوليك واستبدلتهم بلاتين، وسيطرت على عدد من الأديار الهامة التي كان يديرها أرثوذكس مثل دير مار إلياس في جبل الزيتون ودير مار جرجس في اللد، ما أدى فعليًا إلى «خسارة» الصليبيين التحالف مع المسيحيين الشرقيين، كما ذكر بطريرك السريان الأرثوذكس الذي عاصر تلك الفترة، ميخائيل الكبير. باستثناء بعض المراحل التي تحالفت بها القدس والقسطنطينية لدوافع سياسيّة كما حصل عند ترميم كنيسة المهد وفق فنون «بيزنطية - لاتينية» مشتركة.
غير أنه بشكل عام، كفل الصليبيون لهذه المجموعات حرية الحركة والعمل والتجارة والتقاضي في محاكم روحيّة خاصة بالطوائف، وقد تعمم الأمر ذاته على مسلمي المملكة ويهودها، غير أنه لم يوجد أحد من هذه المكونات سواءً أكان مسيحيًا شرقيًا أم مسلمًا أم يهوديًا، قد انخرط في سلك الوظائف العاليّة أو كسب عضوية في مجلس البارونات أو المحكمة العليا في المملكة، والتي اقتصرت على نبلاء الأوروبيين الوافدين، ومنذ عهد الملك أمالريك الأول أخذ ملوك القدس يقلّدون ما كان يفعله الخلفاء سابقًا، من حيث تثبيت بطاركة الطوائف المختلفة بمراسيم تصدر عن الملك، وهو ما فسح في المجال أيضًا إلى تدخل البلاط الملكي بشؤون هذه الكنائس الداخلية أيضًا، كما سمح للمسلمين ذكر اسم الخليفة في خطب صلاة الجمعة، رغم أن هذا فسح في المجال لتناكف بين مسلمين مؤيدين لخلافة بغداد ومسلمين آخرين مؤيدين لخلافة القاهرة، وعمومًا فقد حاول حكام المملكة قدر المستطاع محاباة مسلمي الداخل، نظرًا لثقلهم الديموغرافي إذ قدر عددهم بحوالي 100,000 شخص مقابل 120,000 فرنجي دون احتساب مسيحيي الشرق وهم بين 30,000 - 50,000 شخص؛ يذكر في هذا الصدد أنّ الصليبيين حين وفدوا للمدينة أغلقوا المسجد الأقصى ومنحوه لفرسان الهيكل للقيام بأعمال تنقيب تحته، كما منحت قبة الصخرة للرهبنة الأوغسطينية؛ حين أعاد الصليبيون السيطرة على المدينة في القرن الثالث عشر، نصّ شرط التسليم مع الملك العادل أن يبقى المسجد مسجدًا دون أن يعاث به أو يبدّل من صفته.
أما اليهود، الذين كانوا يشكلون بضعة آلاف في فلسطين عشية قدوم الصليبيين، والذين كانوا في أوروبا يعانون من لا سامية مستشرية، فقد راعهم أنباء وصول الصليبيين إلى الشرق وسيرهم نحو القدس، وفي عام 1100 خلال محاصرة الحملة ليافا عن طريق البحر والبر، تولى اليهود الدفاع عن المدينة - وكانت أكبر المدن التي حوت يهودًا، منحهم الفاطميون امتيازات خاصة منها تشكيل جيش صغير لحماية المدينة - وكاد الصليبيون أن يفشلوا في دخول يافا. وخلال العشر سنوات المقبلة (1100 - 1110) تلاشت أغلب الجماعات اليهودية في فلسطين، فاتجهت نحو دمشق وسيناء، مع بقاء مجموعات أقل داخل المملكة، التي وجد قادتها أنه من غير الملائم، اضطهاد اليهود كما هو حاصل في أوروبا، وقرروا أيضًا منحهم الحقوق التي منحوها للمسلمين ومختلف الطوائف المسيحية. رغم ذلك، فقد كانت تتكرر في الفينة والأخرى المنشورات والدعوات لطرد اليهود من فلسطين خصوصًا بعد نجاحهم في التجارة وتكوين رؤوس أموال كانوا يقرضونها بالفائدة، ومن هؤلاء الذين دعوا صراحة «لطرد» اليهود وليم الصوري نفسه الذي لام الملك لأن قصره حوى على أطباء يهود، ما دفع جاك الفيتري وهو أسقف عكا عام 1220 لإصدار رسالة رعويّة يؤكد فيها أن الدين المسيحي يحرّم قتل اليهود أو إجبارهم عن التخلي عن معتقداتهم الخاصة، وعمومًا فإن أعدادًا لا بأس بها من يهود أوروبا قد نظموا قوافل حج إلى المواقع المقدسة في فلسطين، واستقروا بها لما بعد نهاية الحكم الصليبي، وهو ما ساهم في تنشيط الجماعة اليهودية في المنطقة خصوصًا في صور وعسقلان وعكا.

## الاقتصاد

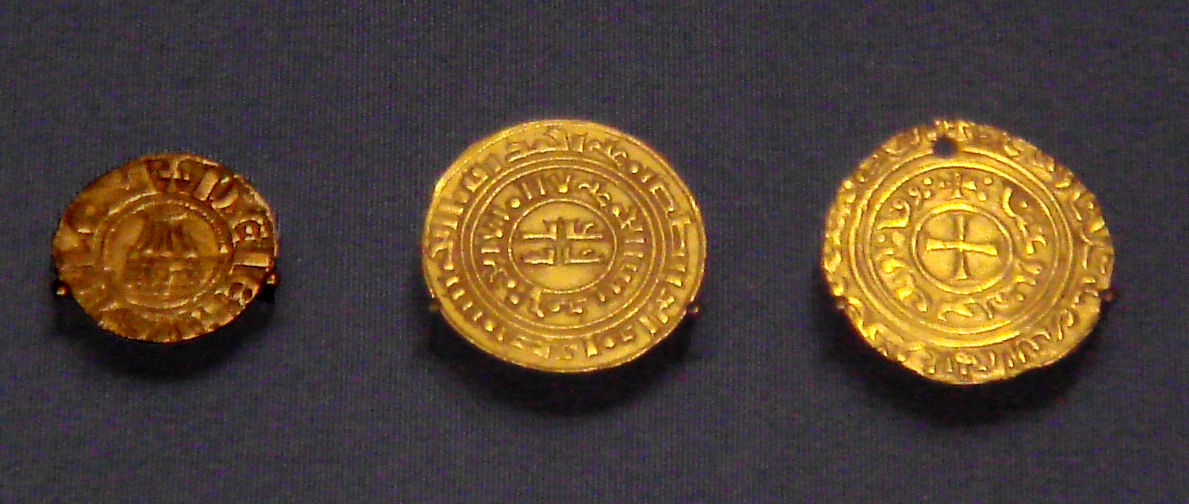
دنانير صليبية مضروبة في عهد مملكة بيت المقدس، تحمل نقشي الصليب والقبر المقدس إلى جانب كتابات عربيّة بالخط الكوفي.

كانت التجارة أحد الأنشطة الاقتصادية الأساسية في المملكة، من ناحية تدفقت السلع الأوروبية الوافدة مع قوافل الحجاج أو الوافدين الجدد من أوروبا نحو الشرق والممالك الإسلامية الواقعة في داخل بلاد الشام، ومن ناحية ثانية فإنّ المنتوجات العربيّة، وجدت أسواق تصريف واسعة ليس فقط في الإمارات الصليبية بل وصلت إلى أوروبا أيضًا، وكان التجار يكسبون أموالاً طائلة من جراء فروق العملات وأوزانها، والتجارة الدولية التي نشطت طوال قرنين من الزمان، فضلاً عن المنتجات التي لم تكن معروفة قبلاً لدى أوروبا مثل السكر والليمون. العمليات التجارية يمكن تلخيصها بعدة أبواب رئيسية فهي تشمل شحن السفن، وتنظيم الصادرات والواردات، وتجارة العبور خصوصًا من وإلى الدول الإسلامية داخل بلاد الشام نحو شمال أفريقيا أو أوروبا، وبدايات الأنشطة المالية والمصرفية التي كانت سائدة في المشرق آنذاك. وكأي نظام إقطاعي فقد كان للزراعة دور هام في المملكة، أيدها اهتمام السادة الإقطاعيين بها، فتم حفر آبار وجرّ الماء إلى المناطق التي كانت مجدبة بفعل إهمال الفاطميين لها، خصوصًا نواحي غزة، وخلال القرن الثالث عشر كان عدد القرى التي تعتمد على الزراعة في المملكة حوالي 1200 قرية، دُمّر أغلبها اليوم بشكل كامل إما بفعل الحروب والنوائب أو بسبب زحف الرمال والتصحر خصوصًا في المناطق الجنوبيّة، ومن غير المعروف سوى مواقع ستمائة قرية من هذه القرى. يجب أن يذكر أيضًا ضمن إحدى الموارد الاقتصادية الهامة الصناعات الغذائية، فلخصوبة الأراضي وتنوّع منتجاتها انتشرت الصناعات الغذائية، كما انتشرت في المملكة أيضًا، معاصر زيت الزيتون ومصانع للسمسم ومعاصر النبيذ، إضافة إلى صناعة الخبز الأبيض التي لم تكن رائجة قبلاً في أوروبا. إلى جانب عوائد قوافل الحجاج التي كانت تزور الأماكن المقدسة المسيحية في فلسطين. وبعد عدة أجيال من تأسيس المملكة، والمنح الملكية المختلفة، خُلقَت أنواعًا من الاحتكار يتم توارثها من جيل إلى جيل، وبالتالي تحولت الوظائف الاقتصادية إلى نوع من الوضع الاجتماعي، كذلك فقد منحت جمعيات تجارية من إيطاليا على وجه التحديد احتكارات تجارية هامة، منها احتكار استيراد البضائع الشرقية إلى أوروبا، وقد نشأت بنتيجة هذه الاحتكارات أحياء وأسواق عرفت باسم الجمعيات المنظمة لها كالجنويّة والبندقية والبيزاويّة.
الوضع الاقتصادي في المملكة إذن، كان مزدهرًا ومستقرًا، بل إن الرحالة الأندلسي ابن جبير الذي زار المملكة خلال مسيره من دمشق إلى عكا للتوجه بحرًا إلى الأندلس في سبتمبر 1184 ذكر أن الضرائب التي يدفعها الفلاحون المسلمون هي أقل من تلك التي يدفعها نظراؤهم في السلطنة الأيوبية، كذلك فإن تسخير الفلاحين للعمل لم يكن موجودًا في المملكة عكس ما كان سائدًا في أوروبا، وهو ما جعل فلاحي صليبي الشرق أسعد حالاً من نظرائهم في الغرب.

## العمارة

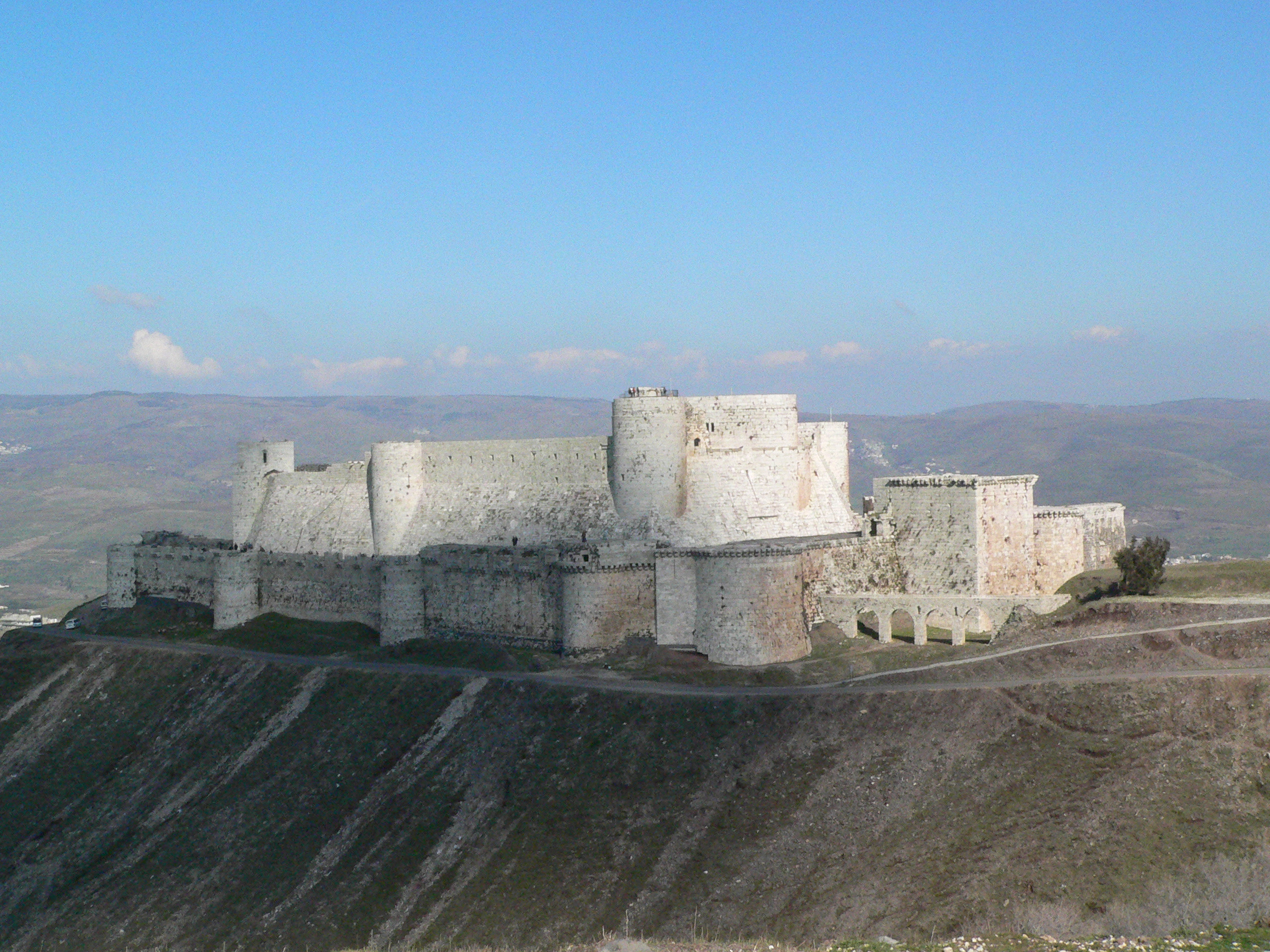
قلعة الحصن قرب حمص، إحدى أبرز أنماط الخط المعماري الصليبي في الشرق.

باستثناء القلاع والحصون، لم يبد صليبيو القدس كثير اهتمام بتشييد القصور والخانات وسواها، لأن المملكة قد صادرت أو طردت مالكيها الأصليين عند تأسيس المملكة، وطوروا في المرحلة الثانية نمطًا مميزًا للأبنية العامة تميز بالخلط بين النمط السائد في أوروبا والنمط السائد في الشرق إلى جانب الفن البيزنطي، وقد أبدى الصليبيون خلال هذه المرحلة اهتمامًا خاصًا بالزخرفة والفسيفساء وأعمال النحت عمومًا. كذلك فإن تحويل مدن فلسطين إلى مدن محصنة، بمعنى بناء سور مزدوج من حولها وتدعيمها بأبراج مراقبة وحصون أحد الإنجازات البارزة من الحقبة الصليبية والتي لم تكن سائدة في الشرق قبلاً ونقلها الصليبيون من كون قرى أوروبا في الغالب مبنية حول قلعة أو حصن لسيّد إقطاعي. في المرحلة الثالثة التي بدأت في أعقاب سقوط القدس، برزت داخل المدن الصليبية أحياء يطغى عليها نمط عماري خاص، وهكذا وجد في عكا الحي البندقي والحي الجنوي والحي البيزاوي، إلى جانب تأسيس مستوطنات صغيرة منذ منتصف القرن الثاني عشر وصل عددها حوالي المئة، كما شهدت المدن الصليبية تضخمًا في أعداد الكنائس نسبة إلى أعداد السكّان، حتى بلغ عدد كنائس عكا أربعين كنيسة وكنائس القدس ثلاثين وصور ستة عشر، وكان يغالى - حسب وصف قدماء المؤرخين - بزخرفتها والاعتناء بتزيينها، وإغداق صفات من الفخامة على كبرياتها، شيد الصليبيون أيضًا عددًا من القصور، ويتوفر اليوم وصف أحد مبعوثي إمبراطور ألمانيا إلى المملكة لأحد قصور عكا، يقول المبعوث أن القصر مبلّط بالرخام الناعم وجدرانه مزينة بفسيفساء مختلفة الألوان مُشرقتها وعلى جدرانه الخارجية زخرفات بديعة، في حين يحوي على نوافير تنفث رذاذ الماء لترطيب الجو، الأمر الذي يقوم به أيضًا الحدائق والجنائن المحيطة بالقصر، وقد قال المبعوث أنه شعر وكأنه يمشي على الماء من شدة نعومة الرخام وخلوه من أي شائبة.
بوجه خاص، نشط فن النحت في الحقبة الصليبية، وازدهر النمط الرومانسي منه، وكان متنوعًا بين نحت الأشكال النباتية والأعمدة الإغريقية القديمة والأشكال البشرية والأجساد الآدمية؛ وقد تطورت مدرستان في فن النحت خلال الحقبة الصليبية، وبالطبع فقد تأثر النحت الصليبي بالفن العربي للنحت وهو الأرابيسك، ولعل زخرفات كنيسة القيامة في القدس وتيجان كنيسة البشارة في الناصرة هي أفضل ما بقي من أعمال النحت الذي ترقى للحقبة الصليبية، إذ إن قسمًا وافرًا منها قد دمّر خلال حكم المماليك للبلاد، بحجة كون نحت الأجساد مخالف لأحكام الشريعة الإسلامية. وحاليًا يحوي متحف اللوفر على ثلاثة لوحات فسيفسائية تظهر إقامة المسيح لإلعازر ترقى للحقبة الصليبية وتمثل مرحلة نضوجها، كما يحوي متحف كنيسة البشارة في الناصرة أعمالًا نحتية وفنية ترقى لتلك الحقبة. ومن فني الزخرفة والنحت، اشتقّ فن زخرفة الكتب والمؤلفات والاعتناء برسوماتها وخطوطها، ما أدى إلى نشوء نمط مخصوص من زخرفة الكتب ونسخها ونقلها، كان اكتشاف كمية كبيرة منها في ستينيات القرن العشرين هامًا للمؤرخين والمطلعين على تاريخ الفنون، وقد نقلت إلى مكتبات أوروبا لعرضها وإجراء الدراسات عليها، ومن بين الكتب المكتشفة كتاب للمزامير ورتبة القداس وثلاثة كتب تؤرخ للمملكة وثلاثة أخرى تؤرخ لمراحل متقطعة من تاريخ العالم، وقد وجد في كل من القدس وعكا، داران خاصان لنسخ الكتب وزخرفتها، كما وجد الأمر ذاته في أنطاكية وقبرص.

### معلومات
1. ↑  توماس مادن هو مؤرخ أمريكي، ترأس منصب مدير قسم التاريخ في جامعة سانت لويس. ويعد من المؤرخين الرئيسيين للحروب الصليبية في الولايات المتحدة.
2. ↑  يوشع براور هو أستاذ تاريخ العصور الوسطى في الجامعة العبرية بالقدس، من مؤلفاته كتاب "مملكة بيت المقدس اللاتينية" وكتاب "عالم الصليبيين".

## مواقع خارجية
- مملكة بيت المقدس - من الموسوعة الكاثوليكية. (بالإنجليزية)
- الكنيسة ودورها في مملكة بيت المقدس اللاتينية (1099 - 1187). كتاب، دار ناشري للنشر الإلكتروني.